# Llista d'episodis de Prodigiosa: Les aventures de Ladybug i Gat Noir
Prodigiosa: Les aventures de Ladybug i Gat Noir (títol original: Miraculous, les aventures de Ladybug et Chat Noir) és una sèrie d'animació CGI francesa, japonesa i coreana; coproduïda per Zagtoon, Toei Animation, Method Animation i SAMG Animation i associada a empreses internacionals com SK Broadband a Corea del Sud i De Agostini a Itàlia. És distribuïda per PGS Entertainment, tenint al Bandai com a soci principal per a la producció de joguines.
La sèrie es va estrenar l'1 de setembre de 2015 a Corea a través del canal EBS amb el títol de Ladybug. A França es va estrenar el 27 octubre de 2015 a través del canal TF1. A Catalunya es va estrenar el 17 de setembre de 2016 al Canal Super3. Al País Valencià es va estrenar el 18 d'abril de 2025 al bloc de La Colla d'À Punt.

## Temporades
| Temporada | Temporada | Nombre d'episodis | Nombre d'episodis | Emissió original       | Emissió original       | Emissió a Catalunya    | Emissió a Catalunya    |
| Temporada | Temporada | Nombre d'episodis | Nombre d'episodis | Primera emissió        | Darrera emissió        | Primera emissió        | Darrera emissió        |
| --------- | --------- | ----------------- | ----------------- | ---------------------- | ---------------------- | ---------------------- | ---------------------- |
|           | 1         | 26                | 26                | 19 d'octubre de 2015   | 30 d'octubre de 2016   | 17 de setembre de 2016 | 22 d'octubre de 2016   |
|           | 2         | 26                | 26                | 11 de desembre de 2016 | 18 de novembre de 2018 | 16 de desembre de 2017 | 23 de desembre de 2018 |
|           | 3         | 26                | 26                | 14 d'abril de 2019     | 8 de desembre de 2019  | 21 d'octubre de 2019   | 19 de novembre de 2019 |
|           | 4         | 26                | 26                | 11 d'abril de 2021     | 13 de març de 2022     | 23 de desembre de 2021 | 12 de febrer de 2023   |
|           | 5         | 27                | 27                | 24 d'octubre de 2022   | 1 de novembre de 2023  | 30 d'abril de 2023     | 1 d'octubre de 2023    |
|           | 6         | 27                | 27                | 23 de març de 2025     | -                      | -                      | -                      |

## Llista d'episodis

### 1a temporada
| Núm. total | Núm. de la temporada | Títol                                                                | Direcció      | Guió                                                                                    | Data d'estrena a França | Data d'estrena a Catalunya |
| --- | -------------------- | -------------------------------------------------------------------- | ------------- | --------------------------------------------------------------------------------------- | ----------------------- | -------------------------- |
| 1 | 1                    | «Climatika»                                                          | Thomas Astruc | Fred Lenoir                                                                             | 19 d'octubre de 2015    | 17 de setembre de 2016     |
| En aquest episodi, Ladybug s'haurà d'enfrontar amb els terrorífics fenòmens atmosfèrics que és capaç de generar la temible Climatika, una noia rabiosa per haver perdut el concurs de noia del temps de la televisió i que l'Esfinx reclutarà per dur a terme la seva venjança contra els nostres superherois.                                                                                                   |                      |                                                                      |               |                                                                                         |                         |                            |
| 2 | 2                    | «El Bombollador» «Le Bulleur»                                        | Thomas Astruc | Thomas Astruc Sébastien Thibaudeau                                                      | 20 d'octubre de 2015    | 17 de setembre de 2016     |
| Aquesta vegada, l'Esfinx aprofita el ressentiment del Nino contra els adults per crear un personatge malvat a la seva mida, el Bombollador, capaç de tancar els seus enemics dins d'una bombolla i engegar-los cap al cel. Però un cop més, les habilitats de Ladybug i el Gat Noir salvaran els nens de la ciutat de París.                                                                                     |                      |                                                                      |               |                                                                                         |                         |                            |
| 3 | 3                    | «El Faraó» «Le Pharaoh»                                              | Thomas Astruc | Cédric Bacconnier                                                                       | 21 d'octubre de 2015    | 18 de setembre de 2016     |
| El Jalil, germà de l'Alix, que va a la mateixa classe que la Marinette i l'Aya, és un expert en l'antic Egipte. Tan expert, que acaba obsessionat amb Tutankamon i amb un ritual per fer reviure la princesa Nefertiti. El resultat del ritual obligarà Ladybug i el Gat Noir a fer servir tots els seus poders per evitar que l'Alya sigui sacrificada.                                                         |                      |                                                                      |               |                                                                                         |                         |                            |
| 4 | 4                    | «Lady Wifi»                                                          | Thomas Astruc | Sébastien Thibaudeau                                                                    | 22 d'octubre de 2015    | 24 de setembre de 2016     |
| L'Alya, que està decidida a desemmascarar com sigui Ladybug, és expulsada de l'escola. L'Esfinx aprofita el disgust i la ràbia de l'Alya per akumatitzar-la en Lady Wifi, una malvada que es mou per les xarxes i que té per únic objectiu saber qui s'amaga darrere de la màscara de Ladybug. |                      |                                                                      |               |                                                                                         |                         |                            |
| 5 | 5                    | «Chronogirl»                                                         | Thomas Astruc | Michaël Delachenal Sébastien Thibaudeau                                                 | 23 d'octubre de 2015    | 18 de setembre de 2016     |
| És l'aniversari de l'Alix i el seu pare li regala un rellotge molt valuós. Durant una cursa contra el Kim, el deixa a l'Alya perquè l'hi guardi. Però el rellotge acaba per terra i es trenca, cosa que disgusta l'Alix. L'Esfinx aprofita per akumatitzar-la i pugui retrocedir en el temps per recuperar el rellotge abans no es trenqui.                                                                      |                      |                                                                      |               |                                                                                         |                         |                            |
| 6 | 6                    | «El Senyor Colom» «M. Pigeon»                                        | Thomas Astruc | Guillaume Mautalent Sébastien Thibaudeau                                                | 23 d'octubre de 2015    | 18 de setembre de 2016     |
| En aquest episodi, el senyor Ramier, un home que s'estima molt els coloms, caurà sota la influència malèfica de l'Esfinx i es convertirà en el Senyor Colom, un malvat que intentarà dominar París. Com sempre, els nostres herois acudiran a salvar els seus conciutadans. L'únic problema, en aquest cas, és que el Gat Noir és al·lèrgic a les plomes.                                                        |                      |                                                                      |               |                                                                                         |                         |                            |
| 7 | 7                    | «El Dibuixant» «Le Dessinateur»                                      | Thomas Astruc | Matthieu Choquet                                                                        | 26 d'octubre de 2015    | 24 de setembre de 2016     |
| El Nathaniel és un noi tímid que està enamorat de la Marinette, però la Choé el posa en evidència. L'Esfinx aprofita la ràbia i la frustració del noi per convertir-lo amb un akuma en el Dibuixant, un súper malvat que fa realitat tot el que dibuixa. El Nathaniel aprofitarà els seus nous poders per venjar-se de la Chloé.                                                                                 |                      |                                                                      |               |                                                                                         |                         |                            |
| 8 | 8                    | «Rogercop»                                                           | Thomas Astruc | Denis Bardiau                                                                           | 27 d'octubre de 2015    | 24 de setembre de 2016     |
| El dia que se celebra la jornada de pares a l'institut, la Chloé perd un braçalet molt valuós i no triga ni un segon a culpar la Marinette. L'alcalde, molt nerviós, intenta obligar el Roger, l'agent de policia, a escorcollar la Marinette, i això desencadena una nova aventura amb un nou malvat que amenaça la pau a París.                                                                                |                      |                                                                      |               |                                                                                         |                         |                            |
| 9 | 9                    | «L'Impostor» «L'Imposteur»                                           | Thomas Astruc | Pascal Boutboul Sébastien Thibaudeau                                                    | 28 d'octubre de 2015    | 17 de setembre de 2016     |
| Davant de l'atònita mirada dels visitants del Louvre, el Gat Noir roba la Gioconda, cosa que el converteix en el principal sospitós del robatori, però Ladybug convençuda que el seu amic no és un lladre, buscarà la manera de demostrar la seva innocència. |                      |                                                                      |               |                                                                                         |                         |                            |
| 10 | 10                   | «El Desamorós» «Dislocœur»                                           | Thomas Astruc | Régis Jaulin                                                                            | 29 d'octubre de 2015    | 25 de setembre de 2016     |
| És el dia dels enamorats i el Kim es prepara per fer un regal a la Choé, però ella el rebutja i el deixa en ridícul. L'Esfinx aprofita el disgust i la ràbia del Kim per convertir-lo en el Desamorós, un súper malvat que es dedica a destruir les relacions d'amistat i d'amor entre les persones. |                      |                                                                      |               |                                                                                         |                         |                            |
| 11 | 11                   | «Horrificator»                                                       | Thomas Astruc | Fred Lenoir                                                                             | 30 d'octubre de 2015    | 25 de setembre de 2016     |
| En aquest episodi, tota la classe de la Marinette ha decidit fer una pel·lícula per presentar-la a un concurs. Però el que havia de ser una col·laboració entre tots acabarà sent un desastre, i la protagonista del curt acabarà caient a les urpes del malvat Esfinx. |                      |                                                                      |               |                                                                                         |                         |                            |
| 12 | 12                   | «El Cavaller Negre» «Le Chevalier Noir»                              | Thomas Astruc | Matthieu Choquet Léonie de Rudder                                                       | 6 de desembre de 2015   | 9 d'octubre de 2016        |
| L'Armand d'Argencourt perd les eleccions municipals davant del senyor Bourgeois. Aprofitant el disgust del perdedor, l'Esfinx l'akumatitza en el Cavaller Negre, un avantpassat seu que havia governat París amb mà de ferro i que vol reclutar un exèrcit de cavallers. Mentrestant a l'institut han d'elegir el delegat de classe, que des de fa molts cursos és la Chloé, que s'aferra al càrrec.             |                      |                                                                      |               |                                                                                         |                         |                            |
| 13 | 13                   | «El Mim» «Le Mime»                                                   | Thomas Astruc | Thomas Astruc François Charpiat Michaël Delachenal Karine Lollichon Sébastien Thibadeau | 13 de desembre de 2015  | 1 d'octubre de 2016        |
| El Fred Heprèle, el pare de la Mylène, és mim i està a punt d'estrenar un espectacle a París, però el Chris, el seu suplent a l'obra, s'ho manega per quedar-se el paper que havia d'interpretar el Fred. L'Esfinx aprofita el disgust i la frustració del Fred per akumatitzar-lo i així aconseguir els prodigis de Ladybug i el Gat Noir.                                                                      |                      |                                                                      |               |                                                                                         |                         |                            |
| 14 | 14                   | «Kung Food»                                                          | Thomas Astruc | Matthieu Choquet Fred Lenoir                                                            | 10 de gener de 2016     | 15 d'octubre de 2016       |
| L'oncle de la Marinette, un cuiner molt famós a la Xina, arriba a París per participar en un concurs mundial de xefs. Però com sempre, l'enveja i la mala fe de la Chloé provocarà problemes que l'Esfinx sabrà aprofitar en benefici seu. |                      |                                                                      |               |                                                                                         |                         |                            |
| 15 | 15                   | «Gamer» «Le Gamer»                                                   | Thomas Astruc | Morade Rahni                                                                            | 17 de gener de 2016     | 15 d'octubre de 2016       |
| El Max és un gran jugador de vídeojocs, i està a punt de representar l'institut en una competició juvenil, al costat de l'Adrien. Però la Marinette, que vol formar equip amb l'Adrien, supera el Max i el deixa fora de la competició. La rancúnia que sentirà el pobre Max permetrà que l'Esfinx el converteixi en un personatge temible.                                                                      |                      |                                                                      |               |                                                                                         |                         |                            |
| 16 | 16                   | «Animan»                                                             | Thomas Astruc | Cédric Perrin Jean-Christophe Hervé                                                     | 24 de gener de 2016     | 2 d'octubre de 2016        |
| Mentre el Nino, l'Adrien, la Marinette i l'Alya organitzen una cita a quatre bandes al zoo de París, el Kim es dedica a provocar la nova pantera que acaba d'arribar. Com sempre, l'Esfinx ho aprofitarà per intentar sembrar el caos a la ciutat. Ladybug i el Gat Noir hauran de deixar de banda els assumptes amorosos per salvar la ciutat un cop més.                                                       |                      |                                                                      |               |                                                                                         |                         |                            |
| 17 | 17                   | «Antibug»                                                            | Thomas Astruc | Sébastien Thibaudeau                                                                    | 31 de gener de 2016     | 22 d'octubre de 2016       |
| Després d'haver salvat la Sabrina, que s'havia convertit en la Invisible, Ladybug tracta la Chloé de mentidera, una crítica que la filla de l'alcalde encaixa molt malament. L'Esfinx aprofita el disgust i la ràbia de la Chloé per akumatizar-la i convertir-la en l'Antibug. Ladybug s'haurà d'enfrontar a una adversària que té els mateixos poders que ella. Se'n sortirà?                                  |                      |                                                                      |               |                                                                                         |                         |                            |
| 18 | 18                   | «La Titellaire» «La Marionnettiste»                                  | Thomas Astruc | Sébastien Thibaudeau                                                                    | 7 de febrer de 2016     | 16 d'octubre de 2016       |
| Quan fa de cangur de la Manon, la Marinette la deixa jugar amb uns ninos de Ladybug i del Gat Noir que s'ha fet ella mateixa amb roba. Són les joguines preferides de la nena, i se les vol endur a casa. Però quan la seva mare li diu que no, la Manon s'enrabia i obre les portes a la invasió d'un akuma malèfic enviat per l'Esfinx.                                                                        |                      |                                                                      |               |                                                                                         |                         |                            |
| 19 | 19                   | «Reflekta»                                                           | Thomas Astruc | Sophie Lodwitz Eve Pisler                                                               | 21 de febrer de 2016    | 16 d'octubre de 2016       |
| A l'institut, arriba el dia de fer-se la foto de grup de tota la classe, però la Juleka creu que està maleïda, perquè mai aconsegueix sortir a cap foto. Sembla que aquesta vegada la maledicció es trencarà, però els tripijocs de la Chloé per situar-se al costat de l'Adrien faran que la Juleka tregui el seu costat més fosc, cosa que aprofitarà l'Esfinx immediatament per crear una nova súper-malvada. |                      |                                                                      |               |                                                                                         |                         |                            |
| 20 | 20                   | «El Guitarrista Malvat» «Guitar Vilain»                              | Thomas Astruc | Sébastien Thibaudeau                                                                    | 28 de febrer de 2016    | 9 d'octubre de 2016        |
| Al Jagged Stone, l'estrella del rock, li surt un competidor jove i arrogant, anomenat XY, que el desbanca en la llista dels més venuts i deixa el Jagged en segon lloc. La discogràfica pressiona el Jagged, perquè canviï d'estil, però s'hi nega en rodó. L'Esfinx, llavors, aprofita la ràbia i la frustració del cantant per obtenir els prodigis de Ladybug i el Gat Noir.                                  |                      |                                                                      |               |                                                                                         |                         |                            |
| 21 | 21                   | «Pixelator» «Numéric»                                                | Thomas Astruc | Guillaume Mautalent Sébastien Oursel                                                    | 13 de març de 2016      | 8 d'octubre de 2016        |
| La classe de la Marinette fa pràctiques a l'hotel del senyor Bourgeois, el pare de la Chloé. Casualment l'estrella de rock Jagged Stone entra a l'hotel i demana la suite més luxosa. Tot sembla tranquil fins que un fan de l'Stone, que l'ha seguit per tots els concerts, aconsegueix entrar a l'hotel per fotografiar-se amb el seu ídol, però l'equip de l'Stone el fa fora de mala manera.                 |                      |                                                                      |               |                                                                                         |                         |                            |
| 22 | 22                   | «La Princesa Fragància» «Princesse Fragrance»                        | Thomas Astruc | Matthieu Choquet Léonie De Rudder                                                       | 20 de març de 2016      | 1 d'octubre de 2016        |
| La Rose, una companya de classe de la Marinette, és una fervent admiradora del príncep Ali, del regne de Kowar, que està de visita a París, i intenta posar-se en contacte amb ell. Però, com és habitual, la Chloé s'interposa i acapara tot el protagonisme. L'Esfinx aprofitarà el desengany i la ràbia de la Rose per aconseguir els Prodigis de Ladybug i el Gat Noir.                                      |                      |                                                                      |               |                                                                                         |                         |                            |
| 23 | 23                   | «Simon diu» «Jackady»                                                | Thomas Astruc | Fred Lenoir                                                                             | 27 de març de 2016      | 8 d'octubre de 2016        |
| Un hipnotitzador frustrat pel seu fracàs en un programa de televisió és la víctima perfecta, en aquesta ocasió, perquè l'Esfinx intenti prendre'ls els prodigis a Ladybug i el Gat Noir. L'objectiu del Simon-diu, l'hipnotitzador akumitzat, és el Gabriel Agreste, el pare de l'Adrien, i això farà que la relació entre pare i fill fregui un moment molt delicat.                                            |                      |                                                                      |               |                                                                                         |                         |                            |
| 24 | 24                   | «Volpina»                                                            | Thomas Astruc | Matthieu Choquet Léonie de Rudder                                                       | 3 d'abril de 2016       | 22 d'octubre de 2016       |
| La Lila és una alumna nova que desperta una gran admiració entre els seus companys pel seu trepidant ritme de vida. Tothom parla d'ella amb entusiasme, excepte la Marinette, que no veu amb bons ulls que la Lila vulgui lligar-se l'Adrien i a més a més vagi dient que és íntima amiga de Ladybug. |                      |                                                                      |               |                                                                                         |                         |                            |
| 25 | 25                   | «Els Orígens (1a Part)» «Ladybug et Chat Noir (Origines - Partie 1)» | Thomas Astruc | Thomas Astruc Quentin Sébastien Thibaudeau                                              | 30 d'octubre de 2016    | 25 de setembre de 2016     |
| Després d'uns quants episodis, per fi coneixerem els orígens dels superpoders de Ladybug i el Gat Noir. Sabrem d'on procedeixen aquests poders i qui va triar la Marinette i l'Adrien com a candidats a superherois. Aquest episodi i el següent ens desvelen tots els dubtes i totes les incògnites que puguem tenir sobre aquests adolescents que salven sempre els ciutadans de París.                        |                      |                                                                      |               |                                                                                         |                         |                            |
| 26 | 26                   | «Els Orígens (2a Part)» «Cœur de pierre (Origines - Partie 2)»       | Thomas Astruc | Thomas Astruc Quentin Sébastien Thibaudeau                                              | 30 d'octubre de 2016    | 25 de setembre de 2016     |
| Com a continuació de l'episodi anterior, en aquest acabarem d'aclarir tots els dubtes que teníem sobre l'origen dels superpoders de Ladybug i el Gat Noir. Descobrirem un personatge nou, el mestre Fu, que va ser l'encarregat de triar dos adolescents capaços de gestionar els poders dels akumes i sortir en defensa dels ciutadans de París contra les forces obscures del malvat Esfinx.                   |                      |                                                                      |               |                                                                                         |                         |                            |

### 2a temporada
| Núm. total | Núm. de la temporada | Títol                                                                                            | Direcció                                         | Guió                                                                           | Data d'estrena a França | Data d'estrena a Catalunya |
| --- | -------------------- | ------------------------------------------------------------------------------------------------ | ------------------------------------------------ | ------------------------------------------------------------------------------ | ----------------------- | -------------------------- |
| 27 | 1                    | «Papu Noel» «Pire Noël»                                                                          | Thomas Astruc                                    | Fred Lenoir Thomas Astruc Sébastien Thibadeau                                  | 11 de desembre de 2016  | 16 de desembre de 2017     |
| La Marinette i tots els seus amics es preparen per celebrar la nit de Nadal, en família. Però per l'Adrien és un Nadal trist perquè és el primer que passa sense la seva mare. Enfadat perquè creu que el seu pare no el vol celebrar amb ell, s'escapa de casa disposat a eliminar tots els símbols de Nadal.                                                                                      |                      |                                                                                                  |                                                  |                                                                                |                         |                            |
| 28 | 2                    | «El Col·leccionista» «Le Collectionneur»                                                         | Thomas Astruc Wilfried Pain                      | Thomas Astruc Matthieu Choquet Fred Lenoir Sébastien Thibaudeau                | 26 d'octubre de 2017    | 6 de maig de 2018          |
| La Marinette va a parlar amb el mestre Fu i li explica que va trobar el llibre d'encanteris i que sospita que l'Esfinx és en realitat el pare de l'Adrien. Mentrestant, el Gabriel Agreste idearà un pla per allunyar les sospites de Ladybug i del Gat Noir per sempre més. Al mateix temps, la Marinette farà tots els possibles perquè l'Adrien pugui tornar a l'institut.                       |                      |                                                                                                  |                                                  |                                                                                |                         |                            |
| 29 | 3                    | «L'Osset de Peluix Malvat» «Doudou Vilain»                                                       | Thomas Astruc Jun Violet                         | Thomas Astruc Matthieu Choquet Fred Lenoir Nolwenn Pierre Sébastien Thibaudeau | 27 d'octubre de 2017    | 6 de maig de 2018          |
| L'Adrien li diu a la Chloé que si vol que segueixin sent amics, ha d'aprendre a ser amable amb els altres. Per això la Chloé organitza una festa a casa seva, però l'instint de criticar els altres és més fort que ella, i el seu majordom intenta ajudar-la fent servir un osset de peluix de quan era petita. El problema és que l'Esfinx també s'ha fixat en l'osset.                           |                      |                                                                                                  |                                                  |                                                                                |                         |                            |
| 30 | 4                    | «Audimatrix»                                                                                     | Thomas Astruc Christelle Abgrall                 | Thomas Astruc Matthieu Choquet Fred Lenoir Sébastien Thibaudeau                | 29 d'octubre de 2017    | 6 de maig de 2018          |
| La Nadia Chamack entrevista Ladybug i el Gat Noir a la tele per aconseguir audiència, però l'obsessió per guanyar espectadors la farà caure a les mans de l'Esfinx, que la convertirà en la supermalvada Audimatrix, que intentarà aconseguir els prodigis dels nostres superherois. |                      |                                                                                                  |                                                  |                                                                                |                         |                            |
| 31 | 5                    | «La Befana» «La Béfana»                                                                          | Thomas Astruc Benoît Boucher                     | Thomas Astruc Mélanie Duval Sébastien Thibaudeau                               | 30 d'octubre de 2017    | 8 de maig de 2018          |
| Avui és l'aniversari de la Marinette, i els seus amics i els seus pares li preparen una festa sorpresa. La Marinette ja s'ho imagina, i li fa molta il·lusió. Però l'arribada de la seva iaia, la Gina, trasbalsarà els plans de tothom, cosa que aprofitarà l'Esfinx per intentar apoder-se dels prodigis de Ladybug i el Gat Noir.                                                                |                      |                                                                                                  |                                                  |                                                                                |                         |                            |
| 32 | 6                    | «La Resposta» «Riposte»                                                                          | Thomas Astruc Jun Violet                         | Thomas Astruc Matthieu Choquet Fred Lenoir Sébastien Thibaudeau                | 1 de novembre de 2017   | 7 de maig de 2018          |
| Durant la jornada de portes obertes de l'escola d'esgrima de l'Armand d'Argencourt, es fan les proves d'ingrés als aspirants, entre els que hi ha la Marinette. Però aquest any només hi ha una sola plaça, que serà molt disputada. Fins que apareix una misteriosa tiradora, experta en aquest esport, que està decidida a quedar-se l'única plaça lliure.                                        |                      |                                                                                                  |                                                  |                                                                                |                         |                            |
| 33 | 7                    | «Robostus»                                                                                       | Thomas Astruc Wilfried Pain                      | Thomas Astruc Matthieu Choquet Fred Lenoir Sébastien Thibaudeau                | 3 de novembre de 2017   | 10 de maig de 2018         |
| El Max porta a l'institut un robot que ha creat. És un ésser tan especial, que pràcticament té sentiments humans. I l'Esfinx ho aprofita per girar-lo a favor seu. Com sempre, Ladybug i el Gat Noir hauran de fer servir tots els seus poders per salvar un cop més la ciutat de París, i el Max podrà recuperar per fi el seu estimat amic.                                                       |                      |                                                                                                  |                                                  |                                                                                |                         |                            |
| 34 | 8                    | «El Gegantitan» «Gigantitan»                                                                     | Thomas Astruc Christelle Abgrall                 | Thomas Astruc Matthieu Choquet Fred Lenoir Sébastien Thibaudeau                | 26 de novembre de 2017  | 6 de maig de 2018          |
| La Marinette i l'Alya preparen un pla perquè la Marinette pugui fer una passejada romàntica amb l'Adrien per la vora del Sena, i demanen ajuda a les seves amigues. El problema és que apareix un nen petit amb ganes de menjar llaminadures que es converteix en el nou monstre a les ordre de l'Esfinx. Per descomptat, la passejada s'haurà d'esperar.                                           |                      |                                                                                                  |                                                  |                                                                                |                         |                            |
| 35 | 9                    | «El Mussol Negre» «Le Hibou Noir»                                                                | Thomas Astruc Jun Violet                         | Thomas Astruc Matthieu Choquet Fred Lenoir Sébastien Thibaudeau                | 10 de desembre de 2017  | 14 de maig de 2018         |
| El senyor Damocles, el director de l'institut, té moltes ganes de ser un superheroi per poder ajudar els altres, però el pobre home no se'n surt, sinó que més aviat provoca problemes que després han de resoldre Ladybug i el Gat Noir, però l'Esfinx aprofita el desengany del senyor Damocles per crear un altre supermalvat a la ciutat de París.                                              |                      |                                                                                                  |                                                  |                                                                                |                         |                            |
| 36 | 10                   | «Glaciator»                                                                                      | Thomas Astruc Wilfried Pain                      | Thomas Astruc Matthieu Choquet Fred Lenoir Sébastien Thibaudeau                | 14 de gener de 2018     | 6 de maig de 2018          |
| La Marinette surt amb els seus amics a prendre un gelat, però al final l'Adrien no pot venir, perquè el seu pare no el deixa sortir. L'André, el gelater dels enamorats li pronostica que acabarà trobant el seu amor, però la Marinette no ho veu clar. I aquesta desconfiança l'aprofitarà l'Esfinx per crear un altre dels seus supermalvats.                                                    |                      |                                                                                                  |                                                  |                                                                                |                         |                            |
| 37 | 11                   | «Els Sapotis» «Sapotis»                                                                          | Thomas Astruc Jun Violet                         | Thomas Astruc Matthieu Choquet Fred Lenoir Sébastien Thibaudeau                | 21 de gener de 2018     | 11 de maig de 2018         |
| La Marinette i l'Alya es queden de cangurs de les germanetes d'aquesta última, però les bessones tenen moltes ganes de gresca i no se'n volen anar a dormir. Al final l'Alya les ha de renyar, i la ràbia que senten l'aprofita l'Esfinx per convertir-les en una mena de follets burletes que no fan cas de ningú.                                                                                 |                      |                                                                                                  |                                                  |                                                                                |                         |                            |
| 38 | 12                   | «Gorizilla»                                                                                      | Thomas Astruc Benoît Boucher                     | Thomas Astruc Matthieu Choquet Mélanie Duval Sébastien Thibaudeau              | 13 de maig de 2018      | 9 de maig de 2018          |
| La Marinette ha quedat amb les seves amigues per anar a la piscina, però de camí es troba amb l'Adrien, que s'ha escapat de casa per poder anar al cine. Com que l'Adrien s'ha fet molt famós per un anunci de colònia, els costa molt esquivar la gentada que els persegueix, i a més a més, el guardaespatlles de l'Adrien resulta akumatitzat i es converteix en un goril·la monstruós.          |                      |                                                                                                  |                                                  |                                                                                |                         |                            |
| 39 | 13                   | «Capitana Hardrock» «Capitaine Hardrock»                                                         | Thomas Astruc Wilfried Pain                      | Thomas Astruc Fred Lenoir Jean-Remi Perrin Sébastien Thibaudeau                | 20 de maig de 2018      | 17 de maig de 2018         |
| Avui és la festa de la música, i la Marinette i els seus amics es preparen per fer un concert a la barcassa de la mare de la Juleka. El problema és que fan massa soroll, i el Roger, el policia insisteix perquè redueixin els decibels. L'Anarka, la mare de la Juleka no s'ho prendrà gaire bé, i l'Esfinx ho aprofitarà, com sempre.                                                            |                      |                                                                                                  |                                                  |                                                                                |                         |                            |
| 40 | 14                   | «La Petonejadora» «Zombizou»                                                                     | Thomas Astruc Wilfried Pain                      | Thomas Astruc Wilfried Pain                                                    | 27 de maig de 2018      | 16 de maig de 2018         |
| Avui és l'aniversari de la senyoreta Bustier, la professora que més s'estima tota la classe. Tots els alumnes li han preparat algun regal, tret de la Chloé, que se n'ha descuidat. L'Esfinx aprofitarà la confusió de sentiments de la senyoreta Bustier per engendrar una de les supermalvades amb més poder que s'han vist mai a París.                                                          |                      |                                                                                                  |                                                  |                                                                                |                         |                            |
| 41 | 15                   | «Sirena» «Syren»                                                                                 | Thomas Astruc Benoît Boucher                     | Thomas Astruc Mélanie Duval Fred Lenoir Sébastien Thibaudeau                   | 3 de juny de 2018       | 15 de maig de 2018         |
| L'Ondine està molt enamorada del Kim i intenta fer-li saber a través d'un joc que juguen a la piscina. Però el Kim no se n'adona, i l'Esfinx aprofita el despit de l'Ondine per convertir-la en una supermalvada que deixarà París inundada sota les aigües. |                      |                                                                                                  |                                                  |                                                                                |                         |                            |
| 42 | 16                   | «La Rossinnoble» «Rossignoble»                                                                   | Thomas Astruc Christelle Abgrall Jeremy Paoletti | Thomas Astruc Mélanie Duval Fred Lenoir Sébastien Thibaudeau                   | 10 de juny de 2018      | 15 de desembre de 2018     |
| La Clara Rossinyol, la cantant de moda, ve a París per gravar el seu últim videoclip i buscar figurants i actors per fer de Ladybug i Gat Noir. Com sempre, la Chloé vol ser el centre de totes les atencions i acabarà provocant que el Rossinyol acabi akumatitzat. |                      |                                                                                                  |                                                  |                                                                                |                         |                            |
| 43 | 17                   | «La problemàtica» «L'insaisissable»                                                              | Thomas Astruc Wilfried Pain                      | Thomas Astruc Matthieu Choquet Fred Lenoir Nolwenn Pierre Sébastien Thibaudeau | 17 de juny de 2018      | 15 de desembre de 2018     |
| El Jagged Stone i la seva ajudant, la Penny, accepten participar en un reality show que es grava a casa de la Marinette. Es tracta de veure les habilitats del Jagged fent de forner. Però les exigències de la gravació i de tots els participants fan que la Penny arribi al seu límit i es converteixi en la Problemàtica, que en comptes de resoldre problemes en crearà.                       |                      |                                                                                                  |                                                  |                                                                                |                         |                            |
| 44 | 18                   | «Anansi»                                                                                         | Thomas Astruc Benoît Boucher                     | Thomas Astruc Mélanie Duval Fred Lenoir Sébastien Thibaudeau                   | 23 de setembre de 2018  | 15 de desembre de 2018     |
| Avui fan uns focs artificials a París, i els nostres amics els volen anar a veure des de la nòria de la plaça de la Concòrdia. Però la Nora, la germana gran de l'Alya, no vol deixar sortir la seva germaneta perquè diu que és perillós. Com que no li fan cas, la Nora s'enfada, i l'Esfinx ho aprofita per convertir-la en una nova supermalvada.                                               |                      |                                                                                                  |                                                  |                                                                                |                         |                            |
| 45 | 19                   | «El Venedor de Sorra» «Le Marchand de Sable»                                                     | Thomas Astruc Benoît Boucher                     | Thomas Astruc Matthieu Choquet Fred Lenoir Sébastien Thibaudeau                | 30 de setembre de 2018  | 26 de desembre de 2018     |
| El Nooroo, el kwami de l'Esfinx, celebra el seu aniversari, i els altres kwamis decideixen intentar posar-s'hi en contacte per felicitar-lo. Però això vol dir allunyar-se dels seus portadors, i l'Esfinx aprofitarà l'ocasió per tornar a terroritzar París a través del Venedor de Sorra! |                      |                                                                                                  |                                                  |                                                                                |                         |                            |
| 46 | 20                   | «Inverso»                                                                                        | Thomas Astruc Benoît Boucher                     | Thomas Astruc Fred Lenoir                                                      | 7 d'octubre de 2018     | 15 de desembre de 2018     |
| Al Nathaniel li agrada molt dibuixar personatges de còmic, però no té idees per als guions. La Marinette li vol presentar el Marc, que té molt de talent per escriure, però per culpa d'un malentès, el Marc s'enfada i cau a les mans de l'Esfinx, que no dubtarà en convertir-lo en l'Inverso, un malvat amb el poder d'invertir la manera de ser de la gent.                                     |                      |                                                                                                  |                                                  |                                                                                |                         |                            |
| 47 | 21                   | «El Patinador» «Le Patineur»                                                                     | Thomas Astruc Jeremy Paoletti                    | Thomas Astruc Mélanie Duval Fred Lenoir Sébastien Thibaudeau                   | 14 d'octubre de 2018    | 15 de desembre de 2018     |
| L'Adrien creu que potser està enamorat de la Kagami, la companya d'esgrima, i la convida a anar a patinar sobre gel. Però li demana a la Marinette que l'acompanyi. Allà, el professor de patinatge s'enfronta amb el problema del tancament del palau de gel, i l'Esfinx ho aprofitarà per convertir-lo en un nou supermalvat, el Patinador.                                                       |                      |                                                                                                  |                                                  |                                                                                |                         |                            |
| 48 | 22                   | «Style Queen - 1a part: El combat de les reines» «Style Queen (Le combat des Reines - partie 1)» | Thomas Astruc Jun Violet                         | Thomas Astruc Matthieu Choquet Fred Lenoir Sébastien Thibaudeau                | 21 d'octubre de 2018    | 22 de desembre de 2018     |
| L'Adrien ha de participar en una desfilada organitzada pel seu pare, i ha de lluir un barret dissenyat per la Marinette. Però la presència de la mare de la Chloé, una estilista molt coneguda, ho trasbalsarà tot i propiciarà l'aparició d'una nova super malvada, l'Style Queen. |                      |                                                                                                  |                                                  |                                                                                |                         |                            |
| 49 | 23                   | «La Vespa Reina - El combat de reines (2a part)» «Queen Wasp (Le combat des Reines - partie 2)»  | Thomas Astruc Wilfried Pain                      | Thomas Astruc Matthieu Choquet Fred Lenoir Sébastien Thibaudeau                | 21 d'octubre de 2018    | 22 de desembre de 2018     |
| La Chloé, enfadada perquè la seva mare només té ulls pel barret que ha dissenyat la Marinette, decideix fer alguna cosa extraordinària i fa servir el prodigi de l'abella que Ladybug havia perdut. Però en comptes de resoldre problemes, aquesta nova superheroïna no farà res més que crear-ne de nous.                                                                                          |                      |                                                                                                  |                                                  |                                                                                |                         |                            |
| 50 | 24                   | «Maledíctor» «Maledikteur»                                                                       | Thomas Astruc Benoît Boucher                     | Thomas Astruc Matthieu Choquet Fred Lenoir Sébastien Thibaudeau                | 28 d'octubre de 2018    | 24 de desembre de 2018     |
| La Chloé presenta a l'institut un reportatge fals en què es fa passar per Ladybug. Quan els seus companys la desemmascaren, la Chloé s'enfada molt i exigeix al seu pare que faci tancar l'institut i expulsar la Marinette de París. L'alcalde s'hi nega i la Chloé i la seva mare decideixen anar-se'n a viure a Nova York. El despit de l'alcalde el convertirà en una presa ideal per l'Esfinx. |                      |                                                                                                  |                                                  |                                                                                |                         |                            |
| 51 | 25                   | «El dia dels herois - 1a part: Catalista» «Catalyste (Le Jour des Héros - 1ère partie)»          | Thomas Astruc Jun Violet Jeremy Paoletti         | Thomas Astruc Matthieu Choquet Mélanie Duval Fred Lenoir Sébastien Thibaudeau  | 18 de novembre de 2018  | 23 de desembre de 2018     |
| A París se celebra el Dia dels Herois, i tothom intenta fer alguna cosa bona pels altres. La Marinette, com sempre, s'atabala i acaba prometent pastissos i pastes per tothom, però després veu que n'ha fet un gra massa. Mentrestant, l'Esfinx intenta reunir tots els personatges malvats que ha anat akumatitzant fins ara per apoderar-se d'una vegada per totes dels prodigis màgics.         |                      |                                                                                                  |                                                  |                                                                                |                         |                            |
| 52 | 26                   | «El dia dels herois - 2a part: Mayura» «Mayura (Le Jour des Héros - 2ème partie)»                | Thomas Astruc Benoît Boucher Jun Violet          | Thomas Astruc Matthieu Choquet Mélanie Duval Fred Lenoir Sébastien Thibaudeau  | 18 de novembre de 2018  | 23 de desembre de 2018     |
| Com a continuació del capítol anterior, Ladybug i el Gat Noir s'enfronten amb la pitjor amenaça que ha tingut fins ara la ciutat de París. L'Esfinx ha trobat la manera d'akumatitzar tots els superherois i convertir-los en ajudants seus. Al final, s'hi hauran d'enfrontar tots dos sols, i estaran a punt de perdre la batalla per sempre més.                                                 |                      |                                                                                                  |                                                  |                                                                                |                         |                            |

### 3a temporada
| Núm. total | Núm. de la temporada | Títol | Direcció                                       | Guió                                                                         | Data d'estrena a França | Data d'estrena a Catalunya |
| --- | -------------------- | --- | ---------------------------------------------- | ---------------------------------------------------------------------------- | ----------------------- | -------------------------- |
| 53 | 1                    | «La Reculadora» «Rebrousse-Temps»                                                                           | Thomas Astruc Jun Violet Benoît Boucher        | Thomas Astruc Fred Lenoir Sébastien Thibadeau                                | 14 d'abril de 2019      | 24 d'octubre de 2019       |
| De joves, el mestre Fu i la seva estimada, la Marianne, es van haver de separar per protegir els prodigis. Temps després, el mestre Fu intenta posar-se en contacte amb ella a través d'una carta que li ha de fer arribar la Marinette. Però hi ha una confusió de cartes i receptes mèdiques que acaba en l'aparició d'una nova supermalvada.                                                                                               |                      | |                                                |                                                                              |                         |                            |
| 54 | 2                    | «Papa Ferotge» «Papa Garou»                                                                                 | Thomas Astruc Jun Violet Lucie Gardes          | Thomas Astruc Mélanie Duval Fred Lenoir Sébastien Thibadeau                  | 21 d'abril de 2019      | 28 d'octubre de 2019       |
| Per evitar revelar la seva personalitat real, la Marinette li diu al Gat Noir que està enamorada d'ella. La confusió que es crea a continuació fa que el Tom, el pare de la Marinette, s'enfadi amb el Gat Noir, moment que aprofitarà l'Esfinx per convertir-lo en el Papa Ferotge, un malvat decidit a tenir captiva la seva filla per protegir-la de tots els mals.                                                                        |                      | |                                                |                                                                              |                         |                            |
| 55 | 3                    | «Camaleó» «Caméléon»                                                                                        | Thomas Astruc Wilfried Pain Jun Violet         | Thomas Astruc Mélanie Duval Fred Lenoir Sébastien Thibadeau                  | 28 d'abril de 2019      | 21 d'octubre de 2019       |
| Amb la tornada de la Lila a l'institut, es revolucionen els llocs que ocupen els alumnes a l'aula, i al final la Marinette acaba seient sola al fons de tot. Al mateix temps, la Marinette vol deixar en evidència les mentides de la Lila, però l'Esfinx aprofita aquests sentiments de ràbia i rivalitat per intentar sembrar el caos. |                      | |                                                |                                                                              |                         |                            |
| 56 | 2                    | «Animaestro»                                                                                                | Thomas Astruc Jun Violet                       | Thomas Astruc Mélanie Duval Sébastien Thibadeau                              | 5 de maig de 2019       | 22 d'octubre de 2019       |
| Avui hi ha la presentació de la pel·lícula de dibuixos animats inspirada en Ladybug i el Gat Noir, i la Marinette és l'encarregada de servir el càtering que ha preparat el seu pare. Hi assisteixen molts famosos, a l'estrena, però ningú coneix el Thomas Astruc, el director de la pel·lícula, que no s'ho prendrà gaire bé. |                      | |                                                |                                                                              |                         |                            |
| 57 | 5                    | «Fornèrix» «Boulangerix»                                                                                    | Thomas Astruc Jun Violet                       | Thomas Astruc Mélanie Duval Sébastien Thibadeau                              | 12 de maig de 2019      | 22 d'octubre de 2019       |
| Avui, el pare de la Marinette celebra els quaranta anys, però el Roland, el seu avi, no hi serà present. Com que ningú li explica què passa amb el seu avi, la Marinette decideix anar a parlar amb ell. Però l'Esfinx aprofitarà la ràbia del vell forner per convertir-lo en un supermalvat ancorat en el passat. |                      | |                                                |                                                                              |                         |                            |
| 58 | 6                    | «Silenci» «Silence»                                                                                         | Thomas Astruc Jun Violet                       | Thomas Astruc Mélanie Duval Fred Lenoir Sébastien Thibadeau                  | 19 de maig de 2019      | 20 d'octubre de 2019       |
| Arriben a París el mànager Bob Roth i el seu fill, el discjòquei XY, un noi sense cap talent. Com que no tenen cap idea pel nou disc, acaben robant la melodia i els dissenys del grup que tenen la Rose, el Luka i els seus amics. Quan el Bob Roth es nega a reconèixer el robatori, el Luka s'enfada molt, i l'Esfinx aprofita aquesta ràbia per akumatitzar-lo.                                                                           |                      | |                                                |                                                                              |                         |                            |
| 59 | 7                    | «Oblivio»                                                                                                   | Thomas Astruc Wilfried Pain Nicolas Hess       | Thomas Astruc Mélanie Duval Jean-Rémi Perrin Sébastien Thibadeau             | 26 de maig de 2019      | 1 de novembre de 2019      |
| Ladybug i el Gat Noir es destransformen junts per primera vegada i es converteixen en la Marinette i l'Adrien. L'únic és que han perdut la memòria i no recorden res de res, ni com es diuen ni que són superherois. A poc a poc, aniran trobant pistes que els ajudaran a tornar a la realitat. |                      | |                                                |                                                                              |                         |                            |
| 60 | 8                    | «Climatika 2»                                                                                               | Thomas Astruc Wilfried Pain                    | Thomas Astruc Mélanie Duval Fred Lenoir Sébastien Thibadeau                  | 2 de juny de 2019       | 8 de novembre de 2019      |
| En aquest episodi, que és una mena de resum d'episodis anteriors, torna a entrar en acció la Climatika, que provoca un caos a París després de ser akumatitzada, però al mateix temps l'Adrien es planteja si la noia que ha respost a la seva poesia de Sant Valentí podria ser la Marinette. |                      | |                                                |                                                                              |                         |                            |
| 61 | 9                    | «Ninaflekta» «Poupéflekta»                                                                                  | Thomas Astruc Jun Violet Joanna Celse          | Thomas Astruc Mélanie Duval Fred Lenoir Sébastien Thibadeau                  | 21 d'octubre de 2019    | 25 d'octubre de 2019       |
| La Juleka vol ser model, però li costa molt fer el pas. La Marinette li proposa que faci una sessió fotogràfica amb les seves creacions, però la timidesa de la Juleka fa que les coses no surtin com estava previst, i el malvat Esfinx ho aprofitarà per tornar a sembrar el caos a París. |                      | |                                                |                                                                              |                         |                            |
| 62 | 10                   | «L'Oni-Chan» «Oni-Chan»                                                                                     | Thomas Astruc Jun Violet                       | Thomas Astruc Mélanie Duval Fred Lenoir Sébastien Thibadeau                  | 21 d'octubre de 2019    | 30 d'octubre de 2019       |
| La Lila és una alumna molt mentidera, que està avesada a aconseguir tot el que vol, i ara s'ha encapritxat de l'Adrien. Quan la Kagami, la companya d'esgrima de l'Adrien, se n'assabenta, s'enfada molt i té un atac de gelosia. L'Esfinx aprofita aquesta ràbia i gelosia per akumatitzar-la i convertir-la en l'Oni-Chan, una malvada que perseguirà la Lila allà on vagi.                                                                 |                      | |                                                |                                                                              |                         |                            |
| 63 | 11                   | «La Prodígia» «Miraculeur»                                                                                  | Thomas Astruc Jun Violet Christophe Yoshida    | Thomas Astruc Matthieu Choquet Mélanie Duval Sébastien Thibadeau             | 22 d'octubre de 2019    | 1 de novembre de 2019      |
| El Gat Noir pressiona Ladybug perquè parli amb la Chloé i li digui que per seguretat no tornarà a ser mai més l'Abella Reina, però ella no troba mai el moment. Mentrestant l'Esfinx elabora un pla, perquè la Chloé perdi la confiança en Ladybug i s'uneixi a ell i a la Mayura. Per això no dubta a akumatizar la Sabrina, la millor amiga de la Chloé.                                                                                    |                      | |                                                |                                                                              |                         |                            |
| 64 | 12                   | «La Titellaire 2» «La Marionnettiste 2»                                                                     | Thomas Astruc Jun Violet                       | Thomas Astruc Mélanie Duval Fred Lenoir Sébastien Thibadeau                  | 23 d'octubre de 2019    | 14 de novembre de 2019     |
| L'Adrien ha d'anar al museu de cera perquè han de fer una reparació a la seva estàtua i convida el Nino a acompanyar-lo. El Nino convida l'Alya, que al seu torn convida la Marinette, que fa de cangur a la Manon. A la nena li fa la sensació que ningú li fa cas, i l'Esfinx aprofita aquest sentiment d'abandó per convertir-la un altre cop en la Titellaire.                                                                            |                      | |                                                |                                                                              |                         |                            |
| 65 | 13                   | «Desperada»                                                                                                 | Thomas Astruc Wilfried Pain                    | Thomas Astruc Mélanie Duval Wilfried Pain Sébastien Thibadeau                | 24 d'octubre de 2019    | 1 de novembre de 2019      |
| El Jagged Stone ha fet fora de la banda la seva guitarrista, la Vivica, i l'Esfinx aprofita la ràbia de la noia per convertir-la en la temible Desperada, una supermalvada amb uns poders difícils de derrotar. Ladybug i el Gat Noir necessitaran l'ajuda de l'Escurçó per derrotar-la. |                      | |                                                |                                                                              |                         |                            |
| 66 | 14                   | «Startrain»                                                                                                 | Thomas Astruc Wilfried Pain Christophe Yoshida | Thomas Astruc Mélanie Duval Fred Lenoir Sébastien Thibadeau                  | 25 d'octubre de 2019    | 4 de novembre de 2019      |
| Els alumnes de l'institut agafen l'Startrain per anar a fer una visita escolar al Big Ben, a Londres. La conductora, la mare del Max, està esperant els resultats d'un examen molt important per poder ser astronauta, i un akuma perdut de l'Esfinx ho aprofita per dominar-la i fer sortir el tren volant cap a l'espai. |                      | |                                                |                                                                              |                         |                            |
| 67 | 15                   | «Caçadora de Kwamis» «Chasseuse de Kwamis»                                                                  | Thomas Astruc Wilfried Pain Charles Schnek     | Thomas Astruc Mélanie Duval Fred Lenoir Sébastien Thibadeau                  | 27 d'octubre de 2019    | 5 de novembre de 2019      |
| La senyora Mendeleiev, la professora de ciències de l'institut on van els nostres protagonistes, para una trampa al Plagg i la Tikki per intentar demostrar l'existència d'aquestes criatures. Això fa que la Marinette i l'Adrien estiguin a punt de descobrir les identitats de Ladybug i el Gat Noir, cosa que els obligaria a renunciar als seus poders. Per sort, amb l'ajuda de tots els altres kwamis, la Marinette salva la situació. |                      | |                                                |                                                                              |                         |                            |
| 68 | 16                   | «El festí» «Festin»                                                                                         | Thomas Astruc Wilfried Pain                    | Thomas Astruc Fred Lenoir Sébastien Thibadeau                                | 28 d'octubre de 2019    | 6 de novembre de 2019      |
| El museu del Louvre presenta una nova peça, una escultura descoberta a les muntanyes del Tibet. Però resulta que aquesta escultura és en realitat un sentimonstre adormit i no un sentimonstre qualsevol, sinó el que va generar el mateix mestre Fu quan era jove i es preparava per convertir-se en guardià dels prodigis. |                      | |                                                |                                                                              |                         |                            |
| 69 | 17                   | «Ikari Gozen»                                                                                               | Thomas Astruc Jun Violet Cyril Adam            | Thomas Astruc Mélanie Duval Fred Lenoir Sébastien Thibadeau                  | 29 d'octubre de 2019    | 11 de novembre de 2019     |
| A París s'organitza un joc de pistes per parelles, i el premi és saber on s'amaga l'Adrien Agreste. L'atzar fa que la Marinette s'hagi d'aparellar amb la Kagami, i el que al principi era una rivalitat oberta s'acaba convertint en el començament d'una bona amistat. L'Esfinx, sempre amatent, intentarà fer servir els sentiments de la mare de la Kagami per sembrar el caos a la ciutat.                                               |                      | |                                                |                                                                              |                         |                            |
| 70 | 18                   | «Timetagger»                                                                                                | Thomas Astruc Jun Violet Cyril Adam            | Thomas Astruc Mélanie Duval Fred Lenoir Sébastien Thibadeau                  | 30 d'octubre de 2019    | 12 de novembre de 2019     |
| Mentre Ladybug i el Gat Noir estan ocupats a destransformar el Senyor Colom, un cop més, apareix un personatge que ve del futur, enviat per l'Esfinx. És un malvat molt més poderós, perquè és un adult, i els nostres herois tenen problemes per derrotar-lo fins que apareix una nova superheroïna, l'Alyx del futur convertida en la Bunnyx.                                                                                               |                      | |                                                |                                                                              |                         |                            |
| 71 | 19                   | «L'Aixafaguitarres» «Trouble Fête»                                                                          | Thomas Astruc Wilfried Pain Nicolas Hess       | Thomas Astruc Mélanie Duval Fred Lenoir Sébastien Thibadeau                  | 31 d'octubre de 2019    | 13 de novembre de 2019     |
| Els amics de l'Adrien aprofiten que el seu pare se n'ha anat de viatge, o això es pensen, per organitzar una gran festa d'amics a casa seva. Hi va un munt de gent, però el Wayem es pensa que l'han deixat de banda, i l'Esfinx aprofitarà aquest sentiment per convertir-lo en un dels malvats més potents que ha creat mai. |                      | |                                                |                                                                              |                         |                            |
| 72 | 20                   | «Gamer 2.0»                                                                                                 | Thomas Astruc Wilfried Pain Manon Serda        | Thomas Astruc Mélanie Duval Sébastien Thibadeau Fred Lenoir                  | 3 de novembre de 2019   | 7 de novembre de 2019      |
| El Max ha dissenyat un videojoc nou i té ganes de provar-lo amb els seus amics, però tots tenen unes vides molt atrafegades i no poden estar per ell. Això ho aprofita l'Esfinx per convertir el Max un altre cop en el malvat Gamer, però en una versió 2.0. |                      | |                                                |                                                                              |                         |                            |
| 73 | 21                   | «El Gat Blanc» «Chat Blanc»                                                                                 | Thomas Astruc                                  | Thomas Astruc Mélanie Duval Fred Lenoir Sébastien Thibadeau                  | 10 de novembre de 2019  | 18 de novembre de 2019     |
| Aprofitant que avui és el sant del cinquè nom de naixement de l'Adrien, la Marinette decideix portar-li un regal. Però per entrar a casa seva, s'ha de convertir en Ladybug, i això fa que l'Adrien lligui caps i descobreixi la seva identitat secreta. Encara que sembli que a partir d'aquí tot va bé, en el futur es prepara un trasbals que pot tenir conseqüències nefastes.                                                            |                      | |                                                |                                                                              |                         |                            |
| 74 | 22                   | «Fèlix» «Félix»                                                                                             | Thomas Astruc                                  | Thomas Astruc Mélanie Duval Fred Lenoir Sébastien Thibadeau                  | 17 de novembre de 2019  | 8 de desembre de 2019      |
| Avui fa un any que es va morir la mare de l'Adrien, i els seus amics decideixen enviar-li un vídeo per dir-li que pensen en ell i que li fan costat. El problema és que qui veu el vídeo no és l'Adrien, sinó el seu cosí Félix, que se li assembla molt. L'Esfinx aprofitarà la confusió per intentar aconseguir, un cop més, els prodigis de Ladybug i el Gat Noir.                                                                         |                      | |                                                |                                                                              |                         |                            |
| 75 | 23                   | «Ladybug»                                                                                                   | Thomas Astruc Wilfried Pain Isabelle Lemaux    | Thomas Astruc Mélanie Duval Fred Lenoir Sébastien Thibadeau                  | 24 de novembre de 2019  | 15 de novembre de 2019     |
| La Lila, empesa per l'Esfinx, li para una trampa a la Marinette perquè tothom es pensi que ha copiat les respostes en un examen. La Mayura també hi col·labora amb un sentimonstre molt especial, una reproducció gairebé perfecta de Ladybug. Al Gat Noir li costarà distingir quina de les dues és l'autèntica. |                      | |                                                |                                                                              |                         |                            |
| 76 | 24                   | «Amo Noel» «Maître Noël»                                                                                    | Thomas Astruc Jun Violet Joanna Celse          | Thomas Astruc Mélanie Duval Fred Lenoir Sébastien Thibadeau                  | 1 de desembre de 2019   | 16 de desembre de 2019     |
| La Marinette ha de fer de cangur del germà del Nino, el Noel, que vol jugar a jocs de nens grans i que, davant la frustració de no poder tenir el regal de Nadal de seguida, cau víctima dels encanteris de l'Esfinx i es converteix en l'Amo Noel. |                      | |                                                |                                                                              |                         |                            |
| 77 | 25                   | «Menjaamor. La batalla dels prodigis (1a part)» «Mangeamour (La Bataille des Miraculous – Partie 1)»        | Thomas Astruc Wilfried Pain Nicolas Hess       | Thomas Astruc Matthieu Choquet Mélanie Duval Fred Lenoir Sébastien Thibadeau | 8 de desembre de 2019   | 19 de novembre de 2019     |
| L'André Bourgeois i la seva dona, l'Audrey, fan anys de casats. Però a la festa que celebren, tothom veu que no se suporten. L'Esfinx ho aprofita per crear un monstre que s'alimenta de l'amor dels altres, un monstre tan poderós que la Marinette haurà de demanar ajuda al mestre Fu, i l'Esfinx no perdrà aquesta ocasió per localitzar-lo.                                                                                              |                      | |                                                |                                                                              |                         |                            |
| 78 | 26                   | «Miracle Queen. La batalla dels prodigis (2a part)» «Miracle Queen (La Bataille des Miraculous – Partie 2)» | Thomas Astruc Wilfried Pain Jun Violet         | Thomas Astruc Matthieu Choquet Mélanie Duval Fred Lenoir Sébastien Thibadeau | 8 de desembre de 2019   | 19 de novembre de 2019     |
| Ara que ha descobert el guardià dels prodigis, l'Esfinx es llança a la batalla final per aconseguir tots els poders. A través de la Chloé, convertida en la Miracle Queen, l'Esfinx està a punt de guanyar per sempre. Però el mestre Fu es reserva un moviment inesperat. |                      | |                                                |                                                                              |                         |                            |

### 4a temporada
| Núm. total | Núm. de la temporada | Títol | Direcció                              | Guió                                                        | Data d'estrena a França | Data d'estrena a Catalunya |
| --- | -------------------- | --- | ------------------------------------- | ----------------------------------------------------------- | ----------------------- | -------------------------- |
| 79 | 1                    | «Veritat» «Vérité»                                                                                                | Thomas Astruc Jun Violet Joanna Celse | Thomas Astruc Mélanie Duval Fred Lenoir Sébastien Thibadeau | 11 d'abril de 2021      | 23 de desembre de 2021     |
| Des que es va convertir en la nova guardiana de la Capsa dels Prodigis, la Marinette està desbordada. Ja no queda amb els seus amics, deixa plantat el Gat Noir i falla a totes les cites amb el Luka. Ell està convençut que la Marinette té un secret, però ella no l'hi pot dir que quan desapareix és perquè es transforma en Ladybug i salva París. El Luka està molt dolgut perquè la Marinette no confia prou en ell per explicar-li el seu secret, i l'Esfinx se n'aprofita per transformar-lo en Veritat. Ara té el poder d'obligar la gent a dir la veritat i vol descobrir el secret de la Marinette... i el de Ladybug i el Gat Noir també!                                        |                      | |                                       |                                                             |                         |                            |
| 80 | 2                    | «Mentida» «Mensonge»                                                                                              | Thomas Astruc Jun Violet Joanna Celse | Thomas Astruc Mélanie Duval Fred Lenoir Sébastien Thibadeau | 18 d'abril de 2021      | 23 de desembre de 2021     |
| Des que l'Adrien ha conegut la Kagami, ha descobert una nova forma d'independència sense el seu vestit de superheroi. La Kagami té una vida programada al minut, com l'Adrien, i ella sap crear moments màgics en què s'escapen junts, en secret. Però quan l'Adrien s'ha de transformar en el Gat Noir, no pot dir la veritat a la Kagami. I ella s'adona que l'enganya. Amb el cor trencat, es transforma en Mentida, una implacable supermalvada que vol fer desaparèixer les mentides del món i tots els mentiders, inclosos els superherois! |                      | |                                       |                                                             |                         |                            |
| 81 | 3                    | «La banda dels secrets» «Le Gang des Secrets»                                                                     | Thomas Astruc Jun Violet Joanna Celse | Thomas Astruc Mélanie Duval Fred Lenoir Sébastien Thibadeau | 25 d'abril de 2021      | 23 de desembre de 2021     |
| La Marinette pensa que no podrà trobar mai l'amor de veritat mentre enganyi tothom per protegir la seva identitat secreta. Incapaç de confiar en ningú, es tanca i s'allunya dels que l'estimen. Les seves amigues Alya, Rose, Juleka, Alix i Mylène, preocupades, decideixen salvar la seva amiga fent que els expliqui tots els seus secrets. Però per culpa d'un malentès, la Marinette es baralla amb elles i les noies són akumatitzades. Transformades en la Banda dels Secrets, estan decidides a salvar la Marinette, tant si vol com si no vol. Serà capaç de continuar amagant-los el seu secret?                                                                                    |                      | |                                       |                                                             |                         |                            |
| 82 | 4                    | «El Sr. Colom 72» «M. Pigeon 72»                                                                                  | Thomas Astruc Jun Violet Joanna Celse | Thomas Astruc Mélanie Duval Fred Lenoir Sébastien Thibadeau | 23 de maig de 2021      | 24 de desembre de 2021     |
| Des que és la guardiana dels prodigis, la Marinette renuncia a l'amor i se centra a buscar la manera que Ladybug impedeixi les reakumatitzacions de l'Esfinx Fosc. Fins i tot quan l'Alya intenta fer-la canviar d'idea dient-li que l'Adrien i la Kagami han trencat, a la Marinette se li fica al cap que els ha de reconciliar en comptes d'aprofitar l'oportunitat per ella. Però el seu pla desastrós provoca la 72a reakumatizació del senyor Colom. Els seus ocells transformen les persones en coloms malèfics, fins i tot la Kagami i l'Adrien. La lluita de Ladybug ajudarà la Marinette a retrobar l'amor?                                                                          |                      | |                                       |                                                             |                         |                            |
| 83 | 5                    | «Fu Furiós» «Fu Furieux»                                                                                          | Thomas Astruc Jun Violet Joanna Celse | Thomas Astruc Mélanie Duval Fred Lenoir Sébastien Thibadeau | 30 de maig de 2021      | 24 de desembre de 2021     |
| La Marinette coneix Su-Han, el guardià celestial dels prodigis. Sap que ella és Ladybug i vol que li torni la capsa dels prodigis, convençut que l'ha robada. Quan Su-Han s'assabenta que l'hi va donar el mestre Fu, decideix castigar-lo i li pren el seu bastó de guardià. Amnèsic, Fu no reconeix el guardià celestial i el pren per un lladre. Quan se sent atacat s'enfada molt i és akumatitzat. Es transforma en Fu Furiós i vol que Su-Han li torni el bastó i que li demani perdó. Ladybug aconseguirà salvar el mestre Fu i demostrar que és digna de ser la guardiana dels prodigis?                                                                                               |                      | |                                       |                                                             |                         |                            |
| 84 | 6                    | «Pitjokella» «Pirkell»                                                                                            | Thomas Astruc Jun Violet Joanna Celse | Thomas Astruc Mélanie Duval Fred Lenoir Sébastien Thibadeau | 6 de juny de 2021       | 27 de desembre de 2021     |
| La Marinette coneix la Zoé. De seguida es cauen bé mútuament, però la Marinette no sap que la Zoé és germana de la Chloé. La Chloé obliga la Zoé a ser dolenta amb la Marinette per guanyar-se un lloc a la família Bourgeois. Per la Chloé hi ha dos tipus de persones: les que trepitgen els altres i les que els altres les trepitgen. La Zoé dubta entre la Marinette i la Chloé i l'akumatitzen i es transforma en Pitjokella, una versió gegant de la Chloé que absorbeix la gent amb les sabates. Ladybug i el Gat Noir no poden permetre que els trepitgi si la volen aturar! |                      | |                                       |                                                             |                         |                            |
| 85 | 7                    | «La reina Banana» «Queen Banana»                                                                                  | Thomas Astruc Jun Violet Joanna Celse | Thomas Astruc Mélanie Duval Fred Lenoir Sébastien Thibadeau | 13 de juny de 2021      | 27 de desembre de 2021     |
| La Marinette ha dissenyat el vestuari d'una pel·lícula en què la Zoé, la mitja germana de la Chloé, interpreta el paper principal. Gelosa, la Chloé fa servir els seus contactes per robar la pel·lícula i fer que sigui com ella vol. Però els membres de l'equip de la pel·lícula, animats per la Marinette, es rebel·len contra la Chloé i acaben fent la pel·lícula sense ella. L'Esfinx Fosc akumatitza la Chloé i la transforma en la Reina Banana. Per fi pot convertir la vida real en la pel·lícula que hauria volgut, i l'Esfinx Fosc espera poder veure com derrota Ladybug i el Gat Noir. Però Ladybug dona el paper del prodigi de l'abella a una actriu nova i molt prometedora. |                      | |                                       |                                                             |                         |                            |
| 86 | 8                    | «Culpabisme» «Culpabysse»                                                                                         | Thomas Astruc Jun Violet Joanna Celse | Thomas Astruc Mélanie Duval Fred Lenoir Sébastien Thibadeau | 20 de juny de 2021      | 29 de desembre de 2021     |
| La Marinette descobreix que la Juleka amaga un secret de la Rose des de fa molt de temps. Pensant que ajudarà la Juleka, la Marinette la convenç perquè l'hi expliqui i li promet que no li dirà mai a la Rose que ho sap. Però malgrat la seva promesa, la Marinette i els companys ja no es poden comportar de manera normal amb la Rose, que de seguida s'adona que la Juleka ha xerrat més del compte. Això fa que la Juleka s'enfonsi en un abisme de culpabilitat tan profund que l'Esfinx Fosc intentarà aprofitar-ho per mirar de capturar Ladybug i el Gat Noir. |                      | |                                       |                                                             |                         |                            |
| 87 | 9                    | «Cocoduo» «Crocoduel»                                                                                             | Thomas Astruc Jun Violet Joanna Celse | Thomas Astruc Mélanie Duval Fred Lenoir Sébastien Thibadeau | 29 d'agost de 2021      | 29 de desembre de 2021     |
| La Marinette està convençuda que al Luka l'han akumatitzat diverses vegades per culpa seva, perquè el Luka està enamorat d'ella però ella n'està de l'Adrien. Des que el Luka li va dir que l'estimava, la Marinette l'evita per protegir-lo, però evidentment aquesta situació els fa mal a tots dos. Per això els seus amics decideixen organitzar una trobada entre ells dos aprofitant la festa d'aniversari de la Juleka, la germana bessona del Luka. Però quan la Marinette s'adona que és un parany, se li acut un pla condemnat a causar més d'un desastre i una akumatització inesperada.                                                                                            |                      | |                                       |                                                             |                         |                            |
| 88 | 10                   | «Optigami» | Thomas Astruc Jun Violet Joanna Celse | Thomas Astruc Mélanie Duval Fred Lenoir Sébastien Thibadeau | 5 de setembre de 2021   | 30 de desembre de 2021     |
| L'Esfinx Fosc coneix la identitat secreta d'alguns aliats de Ladybug i decideix tramar un pla per treure'n profit. I per estar segur de tenir èxit, fa tornar la seva akumatitzada més temible. Per la seva banda, a la Marinette i els seus amics els conviden a una cerimònia en què l'Adrien ha de rebre un premi atorgat per la revista de moda de l'Audrey Bourgeois. Però el que havia de ser una festa es convertirà en un malson quan l'Audrey es torni a transformar en la Style Queen i l'Adrien i la Marinette quedin tancats a dins d'un ascensor junts, sense poder transformar-se en Ladybug i el Gat Noir...                                                                    |                      | |                                       |                                                             |                         |                            |
| 89 | 11                   | «Sentibombollaire» «Sentibulleur»                                                                                 | Thomas Astruc Jun Violet Joanna Celse | Thomas Astruc Mélanie Duval Fred Lenoir Sébastien Thibadeau | 12 de setembre de 2021  | 30 de desembre de 2021     |
| L'Esfinx Fosc ha descobert que l'Alya és la Guineu Roja. La Marinette ho sap i li fa por que faci servir aquesta informació contra la seva millor amiga. Sobretot ara que li ha confiat el prodigi de la guineu de manera permanent. I si s'ha equivocat? La Marinette se'n va corrents a casa de l'Alya per explicar-li els seus temors, i mentrestant l'Esfinx Fosc crea un sentimonstre que empresona tots els éssers estimats de l'Alya en bombolles que floten al cel de París. I només els alliberarà si la Guineu Roja traeix Ladybug i el Gat Noir. Aconseguirà impedir que el seu malson es faci realitat, la Marinette?                                                              |                      | |                                       |                                                             |                         |                            |
| 90 | 12                   | «Llàgrima letal» «Larme Ultime»                                                                                   | Thomas Astruc Jun Violet Joanna Celse | Thomas Astruc Mélanie Duval Fred Lenoir Sébastien Thibadeau | 19 de setembre de 2021  | 3 de gener de 2022         |
| Quan en Nino creu que l'Alya s'ha enamorat del Gat Noir, és akumatitzat a Llàgrima letal. Amb les seves llàgrimes letals, està decidit a venjar-se del Gat Noir. |                      | |                                       |                                                             |                         |                            |
| 91 | 13                   | «Sangsura» «Sangsure»                                                                                             | Thomas Astruc Jun Violet Joanna Celse | Thomas Astruc Mélanie Duval Fred Lenoir Sébastien Thibadeau | 26 de setembre de 2021  | 28 de desembre de 2021     |
| Absorta en la seva doble vida, la Marinette no s'ha adonat de la importància del compromís de la seva amiga Mylène amb la causa ecologista. Li farà obrir els ulls un projecte de reforma de la plaça dels Vosges que impulsa l'alcalde Bourgeois i en contra del qual es manifesta la Mylène. La Marinette i els seus amics decideixen fer costat a la Mylène per salvar els arbres de la plaça, però l'Esfinx Fosc reacciona i reakumatitza l'alcalde i el transforma en Maledíctor. Davant d'això, Ladybug i el Gat Noir també s'hauran d'implicar en la lluita per salvar la plaça dels Vosges i tot París.                                                                                |                      | |                                       |                                                             |                         |                            |
| 92 | 14                   | «Complidor» «Exauceur»                                                                                            | Thomas Astruc Jun Violet Joanna Celse | Thomas Astruc Mélanie Duval Fred Lenoir Sébastien Thibadeau | 3 d'octubre de 2021     | 3 de gener de 2022         |
| La Marinette, l'Adrien i en Luka reflexionen sobre què volen ser en el futur. Al mateix temps, l'Alec, el presentador de televisió, és akumatitzat a Complidor, un malvat que porta els somnis de la infància de les persones a la vida. |                      | |                                       |                                                             |                         |                            |
| 93 | 15                   | «Hack-San» | Thomas Astruc Jun Violet Joanna Celse | Thomas Astruc Mélanie Duval Fred Lenoir Sébastien Thibadeau | 10 d'octubre de 2021    | 31 de desembre de 2021     |
| La Marinette ha d'absentar-se un cap de setmana, per la qual cosa confia el seu prodigi a l'Alya, just quan l'Esfinx Fosc decideix dur a terme un altre malèvol pla. Estarà l'Alya a l'alçada del desafiament? |                      | |                                       |                                                             |                         |                            |
| 94 | 16                   | «Simplificador» «Simplificator»                                                                                   | Thomas Astruc Jun Violet Joanna Celse | Thomas Astruc Mélanie Duval Fred Lenoir Sébastien Thibadeau | 17 d'octubre de 2021    | 4 de gener de 2022         |
| L'avi de la Marinette és akumatitzat en un dolent que està decidit a convertir aquest complicat món en un món molt més simple per a ell. |                      | |                                       |                                                             |                         |                            |
| 95 | 17                   | «Glaciator 2» | Thomas Astruc Jun Violet Joanna Celse | Thomas Astruc Mélanie Duval Fred Lenoir Sébastien Thibadeau | 24 d'octubre de 2021    | 30 de desembre de 2021     |
| La Marinette necessita ajuda per parlar dels seus sentiments amb l'Adrien i assaja amb el Gat Noir. Però a en Glaciator no li agrada gens, perquè no pot acceptar que Ladybug i el Gat Noir no s'adonin que són una parella perfecta. |                      | |                                       |                                                             |                         |                            |
| 96 | 18                   | «Estimada família» «Chère Famille»                                                                                | Thomas Astruc Jun Violet Joanna Celse | Thomas Astruc Mélanie Duval Fred Lenoir Sébastien Thibadeau | 31 d'octubre de 2021    | 4 de gener de 2022         |
| El dia de la galette ha arribat i laTikki sembla que es comporta de manera molt estranya, just quan l'Esfinx Fosc decideix akumatitzar tota la família de Marinette. |                      | |                                       |                                                             |                         |                            |
| 97 | 19                   | «Efímer» «Éphémère»                                                                                               | Thomas Astruc Jun Violet Joanna Celse | Thomas Astruc Mélanie Duval Fred Lenoir Sébastien Thibadeau | 7 de novembre de 2021   | 26 de novembre de 2022     |
| Ladybug demana ajuda a nou superherois per lluitar contra un malvat tot i que de fet n'hauria tingut prou amb el Gat Noir i el seu cataclisme. Però no l'ha pogut avisar perquè no coneix la seva identitat secreta. El Guardià Celestial dels Prodigis considera que aquesta situació no pot continuar així. És massa perillós deixar el prodigi del Gat Noir en mans d'un desconegut sense poder-lo controlar. Si Ladybug vol continuar sent la Guardiana, ha de buscar la manera de dir-li a Su-han qui és realment el Gat Noir. Algú ho ha de saber, per controlar-lo. Què farà Ladybug davant d'aquest ultimàtum?                                                                         |                      | |                                       |                                                             |                         |                            |
| 98 | 20                   | «Gabriel Agreste»                                                                                                 | Thomas Astruc Jun Violet Joanna Celse | Thomas Astruc Mélanie Duval Fred Lenoir Sébastien Thibadeau | 14 de novembre de 2021  | 17 de desembre de 2022     |
| El Nathaniel i el Marc expliquen als amics que han pensat un pla perquè la Marinette declari el seu amor a l'Adrien. El pla s'ha de dur a terme a l'institut, que és l'únic lloc on el pare de l'Adrien no el controla. Però la Chloé grava la reunió i els amenaça d'explicar-ho tot al Gabriel perquè no deixi tornar l'Adrien a l'institut mai més. La Chloé està convidada a una festa a casa del Gabriel, l'únic lloc on la Marinette no pot entrar. Per sort compten amb la imaginació del Nathaniel i del Marc. La Marinette es disfressa de cambrer i entra a casa dels Agreste d'incògnit, però també s'hi presenta un supermalvat. Aconseguirà salvar la festa, Ladybug?             |                      | |                                       |                                                             |                         |                            |
| 99 | 21                   | «Psicoactor» «Psycomédien»                                                                                        | Thomas Astruc Jun Violet Joanna Celse | Thomas Astruc Mélanie Duval Fred Lenoir Sébastien Thibadeau | 13 de febrer de 2022    | 26 de novembre de 2022     |
| Per un malentès, la Marinette es pensa que a l'Adrien li agrada el famós còmic Harry Clown i es posa d'acord amb l'actor per intentar seduir l'Adrien fent-lo riure. Però la Marinette no és humorista i torna a fracassar. Quan busca consol en el Harry, no sap que ell també acaba de patir una decepció, però en el seu cas professional. Akumatitzat en Psicoactor, imposa als altres les emocions que li venen de gust a ell. I té intenció de fer passar les ganes de riure a tothom, començant per Ladybug i el Gat Noir! |                      | |                                       |                                                             |                         |                            |
| 100 | 22                   | «Kuro Neko» | Thomas Astruc Jun Violet Joanna Celse | Thomas Astruc Mélanie Duval Fred Lenoir Sébastien Thibadeau | 20 de febrer de 2022    | 26 de novembre de 2022     |
| Vespèria, Escurçó, Cuirassa, Pigella, Tigressa Porpra, Pegàs... Ladybug ha convocat un equip de superherois impressionant... sense el Gat Noir! Últimament el superheroi se sent una mica oblidat. Convençut que Ladybug ja no el considera important perquè té molts d'altres superherois, acaba tornant-li el seu prodigi. Ladybug no l'hi pot impedir i es troba perduda sense la seva mixeta. Sort que el Plagg l'animarà i l'ajudarà a trobar una solució: li proposa aprofitar l'oportunitat per reclutar un nou Gat Noir. |                      | |                                       |                                                             |                         |                            |
| 101 | 23                   | «Penal» «Penalteam»                                                                                               | Thomas Astruc Jun Violet Joanna Celse | Thomas Astruc Mélanie Duval Fred Lenoir Sébastien Thibadeau | 27 de febrer de 2022    | 17 de desembre de 2022     |
| La senyoreta Bustier organitza un partit de futbol perquè els seus alumnes descobreixin els valors de l'esport i de jugar junts. A la Marinette li encanta el futbol i lluitarà per salvar el partit, encara que la Chloé estigui disposada a fer el que calgui per esguerrar-lo. La Chloé no suporta el futbol, però en topar amb una Marinette molt decidida que la inclou en el joc encara que ella no ho vulgui, la còlera de la Chloé arriba a extrems exagerats. I només espera una cosa: que l'akumatitzin per poder-se venjar. |                      | |                                       |                                                             |                         |                            |
| 102 | 24                   | «Qilin» | Thomas Astruc Jun Violet Joanna Celse | Thomas Astruc Mélanie Duval Fred Lenoir Sébastien Thibadeau | 6 de març de 2022       | 12 de febrer de 2023       |
| La Marinette té una mare increïble. La Sabine té el do de crear harmonia al seu voltant d'una manera senzilla i serena. Cada dia fa servir aquest do per ajudar a créixer la seva filla despistada i pocatraça. I precisament per culpa d'una badada de la Marinette, acusen la Sabine d'haver comès un delicte. Ella prou que defensa la seva innocència, però no se la creu ningú. Un profund sentiment d'injustícia s'apodera d'ella i l'Esfinx Fosc l'akumatitza. Aquesta vegada serà Ladybug qui haurà d'ajudar la seva mare. |                      | |                                       |                                                             |                         |                            |
| 103 | 25                   | «Risc (L'últim atac de l'Esfinx Fosc - 1a part)» «Risque (La Dernière Attaque de Papillombre - 1ère Partie)»      | Thomas Astruc Jun Violet Joanna Celse | Thomas Astruc Mélanie Duval Fred Lenoir Sébastien Thibadeau | 13 de març de 2022      | 17 de desembre de 2022     |
| Conscient que Ladybug sempre guanya gràcies a la seva prudència, l'Esfinx Fosc concep un pla diabòlic que inclou un supermalvat que té el poder d'empènyer totes les seves víctimes a córrer riscos. Quan la Marinette s'assabenta que l'Adrien ha de marxar de París durant unes quantes setmanes amb la Lila, la nova musa de la marca Agreste, està disposada a fer el que calgui per impedir-ho. Fins on serà capaç d'arribar? S'arriscarà a trair la seva identitat secreta per amor? I l'Adrien, s'arriscarà per fi a plantar cara al seu pare? |                      | |                                       |                                                             |                         |                            |
| 104 | 26                   | «Rèplica (L'últim atac de l'Esfinx Fosc - 2a part)» «Réplique (La Dernière Attaque de Papillombre - 2ème Partie)» | Thomas Astruc Jun Violet Joanna Celse | Thomas Astruc Mélanie Duval Fred Lenoir Sébastien Thibadeau | 13 de març de 2022      | 17 de desembre de 2022     |
| Sense sospitar que es troben sota la influència d'un akumatitzat molt perillós, Ladybug i el Gat Noir estan disposats a arriscar-se tant com calgui per tornar de seguida que puguin a la seva vida normal, on s'està a punt de capgirar el seu destí. Els nostres superherois subestimen un sentimonstre invulnerable, que a més es pensen que és l'únic enemic que tenen, i ells es van tornant cada vegada més vulnerables. I des de l'ombra, l'Esfinx Fosc espera que el seu últim pla surti bé i pugui aconseguir la seva primera victòria. |                      | |                                       |                                                             |                         |                            |

### 5a temporada
| Núm. total | Núm. de la temporada | Títol                                                                                           | Direcció                                                       | Guió                                                         | Data d'estrena a França | Data d'estrena a Catalunya |
| --- | -------------------- | ----------------------------------------------------------------------------------------------- | -------------------------------------------------------------- | ------------------------------------------------------------ | ----------------------- | -------------------------- |
| 105 | 1                    | «Evolució» «Évolution»                                                                          | Thomas Astruc Wilfried Pain Jun Violet Cyril Adam Nicolas Hess | Thomas Astruc Mélanie Duval Fred Lenoir Sébastien Thibaudeau | 24 d'octubre de 2022    | 30 d'abril de 2023         |
| Després de la seva victòria sobre Ladybug, ara el Monarca està en possessió del prodigi del conill i és capaç de fer servir el poder de viatjar en el temps. El supermalvat vol tornar a algun moment del passat en què Ladybug i el Gat Noir eren vulnerables i aprofitar-ho per apoderar-se dels seus prodigis. Els nostres herois s'han d'enfrontar amb l'enemic en una cursa a través del temps... i d'aventures del passat. |                      |                                                                                                 |                                                                |                                                              |                         |                            |
| 106 | 2                    | «Multiplicació» «Multiplication»                                                                | Thomas Astruc Wilfried Pain Jun Violet Cyril Adam Nicolas Hess | Thomas Astruc Mélanie Duval Fred Lenoir Sébastien Thibaudeau | 25 d'octubre de 2022    | 30 d'abril de 2023         |
| La Marinette està convençuda que els seus sentiments envers l'Adrien van ser la causa de la derrota quan es va enfrontar al Monarca com a Ladybug. Per això decideix renunciar al seu amor pel seu company d'institut. A més, com a Ladybug, es prepara per lluitar, amb l'ajuda del Gat Noir, contra un Monarca més poderós que mai. Però van passant els dies i no apareix cap akumatitzat que atemoreixi París. Podria ser que el Monarca s'hagués rendit? |                      |                                                                                                 |                                                                |                                                              |                         |                            |
| 107 | 3                    | «Destrucció» «Destruction»                                                                      | Thomas Astruc Wilfried Pain Jun Violet Cyril Adam Nicolas Hess | Thomas Astruc Mélanie Duval Fred Lenoir Sébastien Thibaudeau | 26 d'octubre de 2022    | 30 d'abril de 2023         |
| I si el pitjor malson de Ladybug es fes realitat? I si el Monarca obligués els kwamis a ensenyar-li on viu Ladybug? Els pobres l'haurien d'obeir per força. I si el Monarca es presentés a casa dels Dupain-Cheng, es podria escapar la Marinette? |                      |                                                                                                 |                                                                |                                                              |                         |                            |
| 108 | 4                    | «Joia» «Jubilation»                                                                             | Thomas Astruc Wilfried Pain Jun Violet Cyril Adam Nicolas Hess | Thomas Astruc Mélanie Duval Fred Lenoir Sébastien Thibaudeau | 27 d'octubre de 2022    | 1 de maig de 2023          |
| La Marinette descobreix sorpresa que una excompanya d'escola que es diu Socqueline es fa passar per Ladybug. Intenta dissuadir-la de posar-se en perill d'aquesta manera, però el Monarca la persegueix, convençut que és l'autèntica Ladybug. El Monarca confia a un malvat akumatitzat el poder del prodigi de la joia, que revela els secrets més amagats de la gent. Podran l'autèntica Ladybug i el Gat Noir esquivar aquest poder? |                      |                                                                                                 |                                                                |                                                              |                         |                            |
| 109 | 5                    | «Determinació» «Détermination»                                                                  | Thomas Astruc Wilfried Pain Jun Violet Cyril Adam Nicolas Hess | Thomas Astruc Mélanie Duval Fred Lenoir Sébastien Thibaudeau | 28 d'octubre de 2022    | 9 de maig de 2023          |
| La Marinette i l'Adrien tenen dubtes sobre els seus sentiments. La Marinette intenta convence's que no pot estar enamorada de l'Adrien perquè la distreu d'actuar com a superheroïna. I descobreix que sent alguna cosa per un altre noi que últimament ha canviat molt. Per la seva banda, l'Adrien cada vegada està més interessant en la Marinette. I si fos més que una amiga? No sap que, en demanar-li per sortir, està a punt de desencadenar un remolí de sentiments que canviarà les seves vides.                                                                                              |                      |                                                                                                 |                                                                |                                                              |                         |                            |
| 110 | 6                    | «Passió» «Passion»                                                                              | Thomas Astruc Wilfried Pain Jun Violet Cyril Adam Nicolas Hess | Thomas Astruc Mélanie Duval Fred Lenoir Sébastien Thibaudeau | 31 d'octubre de 2022    | 10 de maig de 2023         |
| La Marinette intenta convèncer-se que estima el Gat Noir per treure's l'Adrien del cap. L'Adrien, que ha renunciat a estimar Ladybug, intenta trobar la manera de declarar els seus sentiments a la Marinette. Quan tot sembla perdut, Ladybug i el Gat Noir intercanvien els seus prodigis per fugir d'una malvada despietada. Però el retorn de Mister Bug encara farà que Lady Noire tingui les coses menys clares. |                      |                                                                                                 |                                                                |                                                              |                         |                            |
| 111 | 7                    | «Reunió» «Réunion»                                                                              | Thomas Astruc Wilfried Pain Jun Violet Cyril Adam Nicolas Hess | Thomas Astruc Mélanie Duval Fred Lenoir Sébastien Thibaudeau | 1 de novembre de 2022   | 11 de maig de 2023         |
| Mentre visita el museu del Louvre, la Marinette fa un doble descobriment. Primer, s'adona que la seva amiga Alix, a qui va confiar el prodigi del conill, ha descobert una manera de comunicar-se amb els seus éssers estimats sense tornar al present. Segon, la Marinette s'assabenta que ella també pot fer servir el seu kwagatama per comunicar-se amb els records dels antics guardians dels prodigis. Potser això l'ajudarà a salvar-se de la trampa que li ha parat el Monarca? |                      |                                                                                                 |                                                                |                                                              |                         |                            |
| 112 | 8                    | «Il·lusió» «Illusion»                                                                           | Thomas Astruc Wilfried Pain Jun Violet Cyril Adam Nicolas Hess | Thomas Astruc Mélanie Duval Fred Lenoir Sébastien Thibaudeau | 2 de novembre de 2022   | 1 de maig de 2023          |
| Tot i que Ladybug ja no li pot confiar cap prodigi, el Nino vol continuar ajudant la superheroïna i el Gat Noir. Decideix crear un grup de resistència a l'institut. La primera missió de l'organització secreta és esbrinar com funciona el poder del Monarca provocant deliberadament una akumatització. Però els primers membres de la resistència, la Marinette, l'Adrien i l'Alya, no ho veuen clar. Estarien d'acord amb el pla, Ladybug i el Gat Noir? |                      |                                                                                                 |                                                                |                                                              |                         |                            |
| 113 | 9                    | «Exaltació» «Exaltation»                                                                        | Thomas Astruc Wilfried Pain Jun Violet Cyril Adam Nicolas Hess | Thomas Astruc Mélanie Duval Fred Lenoir Sébastien Thibaudeau | 3 de novembre de 2022   | 12 de maig de 2023         |
| Quan Ladybug persegueix el Gat Noir, ell l'esquiva. Quan l'Adrien persegueix la Marinette, ella l'esquiva a ell. La Tikki i l'Alya cada vegada estan més amoïnades pel comportament de la Marinette. Està buscant una altra excusa per no reconèixer el que sent per l'Adrien o s'està enamorant d'un altre noi de veritat? Quan la Marinette i el Gat Noir troben l'André, el gelater que ven gelats màgics que coneixen tots els secrets de l'amor, descobriran una cosa que els deixarà glaçats. |                      |                                                                                                 |                                                                |                                                              |                         |                            |
| 114 | 10                   | «Traspàs, la decisió dels kwamis (1a part)» «Transmission (Le Choix des Kwamis - Partie 1)»     | Thomas Astruc Wilfried Pain Jun Violet Cyril Adam Nicolas Hess | Thomas Astruc Mélanie Duval Fred Lenoir Sébastien Thibaudeau | 2 d'abril de 2023       | 15 de maig de 2023         |
| Sempre passa el mateix. Ja sigui com a Marinette i Adrien o com a Ladybug i Gat Noir, les identitats secretes dels nostres protagonistes sempre els impedeixen encetar una relació amorosa. A la Tikki i el Plagg els sap molt greu veure que els seus portadors han de renunciar als seus sentiments, i per això prenen una decisió dràstica que farà canviar moltes coses a París. |                      |                                                                                                 |                                                                |                                                              |                         |                            |
| 115 | 11                   | «Deflagració, la decisió dels kwamis (2a part)» «Déflagration (Le Choix des Kwamis - Partie 2)» | Thomas Astruc Wilfried Pain Jun Violet Cyril Adam Nicolas Hess | Thomas Astruc Mélanie Duval Fred Lenoir Sébastien Thibaudeau | 2 d'abril de 2023       | 16 de maig de 2023         |
| Al Monarca se li presenta una oportunitat que no està disposat a deixar passar. El món està a punt de canviar de dalt a baix i no sembla que hi hagi ningú capaç d'impedir-ho, perquè el kwamis han pres una decisió que ha fet que la Marinette i l'Adrien es distreguin completament de les seves responsabilitats. Per bé i per mal. |                      |                                                                                                 |                                                                |                                                              |                         |                            |
| 116 | 12                   | «Perfecció» «Perfection»                                                                        | Thomas Astruc Wilfried Pain Jun Violet Cyril Adam Nicolas Hess | Thomas Astruc Mélanie Duval Fred Lenoir Sébastien Thibaudeau | 9 d'abril de 2023       | 1 de juny de 2023          |
| Què faria la Marinette sense els seus amics? Tota la colla han decidit fer el que puguin per ajudar-la a acostar-se a l'Adrien. Aquesta vegada, els ha de sortir bé. Però la Marinette sempre és capaç de sorprendre. Ningú li ha explicat res i ningú sap que ella també té un pla infal·lible per dir-li a l'Adrien el que sent per ell. Tots descobriran que és millor dir les coses clares als amics per evitar malentesos... que podrien provocar que algú acabés akumatitzat! |                      |                                                                                                 |                                                                |                                                              |                         |                            |
| 117 | 13                   | «Migració» «Migration»                                                                          | Thomas Astruc Wilfried Pain Jun Violet Cyril Adam Nicolas Hess | Thomas Astruc Mélanie Duval Fred Lenoir Sébastien Thibaudeau | 16 d'abril de 2023      | 2 de juny de 2023          |
| El Luka és moltes coses. A banda de ser el germà bessó de la Juleka, també és com un germà gran per tots els seus amics, inclosos la Marinette i l'Adrien. A tots dos els agrada demanar-li consell, perquè en el Luca sempre hi troben paraules reconfortants. A més, el Luka és el guitarrista del grup Kitty Section i és fill d'un famós. Precisament això atraurà l'interès de l'empresari discogràfic Bob Roth, que està disposat a qualsevol cosa per fer diners. Però el Bob Roth subestima el Luka, que està disposat a qualsevol cosa per defensar els seus amics i els seus valors.          |                      |                                                                                                 |                                                                |                                                              |                         |                            |
| 118 | 14                   | «Burla» «Dérision»                                                                              | Thomas Astruc Wilfried Pain Jun Violet Cyril Adam Nicolas Hess | Thomas Astruc Mélanie Duval Fred Lenoir Sébastien Thibaudeau | 16 d'abril de 2023      | 5 de juny de 2023          |
| Quan per fi sembla que la Marinette està a punt de tenir una cita normal amb l'Adrien, comença a patir uns atacs de pànic molt estranys. No entén per què li passa. A més, comença a posar en perill la relació amb el noi que estima. El seu malestar emocional la podria convertir en l'objectiu perfecte pel Monarca. I si l'explicació del que li passa es trobés en el seu propi passat? Quan la Marinette encara no era la Marinette que coneixem avui dia? |                      |                                                                                                 |                                                                |                                                              |                         |                            |
| 119 | 15                   | «Intuïció» «Intuition»                                                                          | Thomas Astruc Wilfried Pain Jun Violet Cyril Adam Nicolas Hess | Thomas Astruc Mélanie Duval Fred Lenoir Sébastien Thibaudeau | 23 d'abril de 2023      | 6 de juny de 2023          |
| El Monarca té molt mala sort amb el poder de la intuïció. O bé el Lucky Charm de Ladybug s'adapta sempre a cada situació, o bé l'imprevisible Gat Noir ho espatlla tot a l'últim segon. Però quan Tecnologies Tsurugi decideixen provar el seu nou avió espacial, Monarca pensa que és una ocasió única per tenir una segona oportunitat de veritat. Està disposat a fer el que calgui per aprofitar-la i intentar apoderar-se dels prodigis. |                      |                                                                                                 |                                                                |                                                              |                         |                            |
| 120 | 16                   | «Protecció» «Protection»                                                                        | Thomas Astruc Wilfried Pain Jun Violet Cyril Adam Nicolas Hess | Thomas Astruc Mélanie Duval Fred Lenoir Sébastien Thibaudeau | 30 d'abril de 2023      | 7 de juny de 2023          |
| Als amics de la Marinette i l'Adrien se'ls acut un altre pla complicadíssim perquè es facin un petó. La Lila fa servir el seu talent per manipular la Kagami i la convenç que la Marinette és una mentidera que s'aprofita de l'amabilitat de tothom. La Kagami és akumatitzada i sorprèn la parella precisament en el moment en què l'Adrien havia aconseguit que la Marinette se sentís còmoda al seu costat. Aconseguiran les mentides tòxiques de la Lila espatllar l'amistat entre la Kagami, la Marinette i l'Adrien?                                                                             |                      |                                                                                                 |                                                                |                                                              |                         |                            |
| 121 | 17                   | «Adoració» «Adoration»                                                                          | Thomas Astruc Wilfried Pain Jun Violet Cyril Adam Nicolas Hess | Thomas Astruc Mélanie Duval Fred Lenoir Sébastien Thibaudeau | 7 de maig de 2023       | 8 de juny de 2023          |
| Quan escullen la Marinette i la Zoé per organitzar la festa de fi de curs, la Marinette s'assabenta que la Zoé està secretament enamorada d'algú de la seva classe. La Zoé diu que no en pot parlar, i per la Marinette això només pot voler dir una cosa: la Zoé està enamorada de l'Adrien! Però abans de poder esbrinar si té raó, una enemiga comuna de les noies intentarà espatllar la seva bonica amistat. |                      |                                                                                                 |                                                                |                                                              |                         |                            |
| 122 | 18                   | «Emoció» «Émotion»                                                                              | Thomas Astruc Wilfried Pain Jun Violet Cyril Adam Nicolas Hess | Thomas Astruc Mélanie Duval Fred Lenoir Sébastien Thibaudeau | 14 de maig de 2023      | 9 de juny de 2023          |
| L'Adrien ha d'assistir al Ball de Diamants que organitzen el seu pare i la senyora Tsurugi. Serà el Rei del Ball i farà parella amb la Kagami, que ha estat escollida per ser la reina d'aquest any. Ni l'Adrien ni la Kagami hi volen anar, però es veuen obligats a respectar la voluntat dels pares. Quan la Marinette descobreix que l'Adrien no s'ha atrevit a dir-li res del ball, decideix anar-hi, també. Però com podrà entrar en una festa privada on sembla que no l'hi volen? |                      |                                                                                                 |                                                                |                                                              |                         |                            |
| 123 | 19                   | «Acció» «Action»                                                                                | Thomas Astruc Wilfried Pain Jun Violet Cyril Adam Nicolas Hess | Thomas Astruc Mélanie Duval Fred Lenoir Sébastien Thibaudeau | 17 de setembre de 2023  | 1 d'octubre de 2023        |
| La Marinette i els seus amics estan molt preocupats per la creixent contaminació amb plàstics del Sena i de tots els rius i els mars del planeta. Es fabriquen masses objectes de plàstic que només es fan servir una vegada i després es llencen. Parlen amb diferents persones influents que podrien fer-hi alguna cosa però, com que ningú els fa cas, decideixen actuar pel seu compte per intentar conscienciar tothom de la necessitat de canviar d'hàbits urgentment. |                      |                                                                                                 |                                                                |                                                              |                         |                            |
| 124 | 20                   | «Pretensió» «Prétention»                                                                        | Thomas Astruc Wilfried Pain Jun Violet Cyril Adam Nicolas Hess | Thomas Astruc Mélanie Duval Fred Lenoir Sébastien Thibaudeau | 23 d'octubre de 2023    | 12 de juny de 2023         |
| Convençuda que el Gabriel la tracta amb fredor per culpa d'un malentès, la Marinette decideix anar a parlar cara a cara amb el pare del noi de qui està enamorada. I el seu extraordinari coratge inspira la seva amiga Kagami. A ella també li agradaria sincerar-se amb la seva mare, que sempre li dona ordres. Però la conversa s'interromp quan un desconegut segresta la Kagami. Qui és aquest segrestador misteriós? Aconseguiran Ladybug i el Gat Noir salvar la Kagami? I la Marinette i l'Adrien, es podran estimar mai lliurement?                                                           |                      |                                                                                                 |                                                                |                                                              |                         |                            |
| 125 | 21                   | «Revelació» «Révélation»                                                                        | Thomas Astruc Wilfried Pain Jun Violet Cyril Adam Nicolas Hess | Thomas Astruc Mélanie Duval Fred Lenoir Sébastien Thibaudeau | 23 d'octubre de 2024    | 13 de juny de 2023         |
| La Lila és molt bona mentidera. Gràcies a aquest habilitat perversa, ha aconseguit caure bé a tothom i fins i tot que el Gabriel Agreste la contracti. Però en veure que la Marinette i l'Adrien cada vegada estan més units, el pare de l'Adrien decideix escollir la Kagami com a nova imatge de la seva marca i la Lila s'enrabia molt. Fa servir un incident a la classe d'excusa per convocar noves eleccions i prendre-li el càrrec de delegada a la Marinette. Però la campanya no li surt bé, i el Monarca se n'aprofita. Compte, perquè amb la Lila les coses no solen ser mai el que semblen. |                      |                                                                                                 |                                                                |                                                              |                         |                            |
| 126 | 22                   | «Confrontació» «Confrontation»                                                                  | Thomas Astruc Wilfried Pain Jun Violet Cyril Adam Nicolas Hess | Thomas Astruc Mélanie Duval Fred Lenoir Sébastien Thibaudeau | 23 d'octubre de 2025    | 9 de juliol de 2023        |
| Falta molt poc perquè s'acabi el curs i els alumnes han de triar què volen fer a partir de l'any que ve abans del consell escolar, un pas decisiu que determinarà el seu futur. Les encarregades de defensar les aspiracions de tots els alumnes de la classe són les noves delegades, la Lila i la Chloé. La Marinette i l'Adrien estan preocupats: què faran aquestes dues manipuladores perilloses que tothom es pensa que són tan bones persones? |                      |                                                                                                 |                                                                |                                                              |                         |                            |
| 127 | 23                   | «Conspiració» «Collusion»                                                                       | Thomas Astruc Wilfried Pain Jun Violet Cyril Adam Nicolas Hess | Thomas Astruc Mélanie Duval Fred Lenoir Sébastien Thibaudeau | 26 d'octubre de 2023    | 1 d'octubre de 2023        |
| S'acosta final de curs i es prepara una revolta. Al Monarca no li queda temps ni té gaires alternatives: decideix implementar un pla que és perillós per la seva identitat secreta i extremament perillós per Ladybug i el Gat Noir, també. Sense saber-ho, el malvat es beneficiarà de l'ajuda de la Lila, que controla d'amagat la Chloé, més dolenta que mai. Pel que fa a la Marinette, no sap que l'Adrien no s'atreveix a explicar-li un terrible secret que podria fer perillar la seva relació.                                                                                                 |                      |                                                                                                 |                                                                |                                                              |                         |                            |
| 128 | 24                   | «Revolució» «Révolution»                                                                        | Thomas Astruc Wilfried Pain Jun Violet Cyril Adam Nicolas Hess | Thomas Astruc Mélanie Duval Fred Lenoir Sébastien Thibaudeau | 27 d'octubre de 2023    | 1 d'octubre de 2023        |
| La Chloé és més poderosa que mai i, gràcies a ella, el Monarca també. Ladybug i el Gat Noir exhibeixen els seus superpoders sense sospitar que acaben de caure en una trampa malvada. Pel que fa a la Marinette i l'Adrien, les seves vides estan a punt de canviar per sempre. |                      |                                                                                                 |                                                                |                                                              |                         |                            |
| 129 | 25                   | «Representació» «Représentation»                                                                | Thomas Astruc Wilfried Pain Jun Violet Cyril Adam Nicolas Hess | Thomas Astruc Mélanie Duval Fred Lenoir Sébastien Thibaudeau | 31 d'octubre de 2023    | 1 d'octubre de 2023        |
| Quan l'Adrien desobeeix el seu pare per anar a buscar la Marinette, el Gabriel s'akumatitza a si mateix per anar a buscar el seu fill. Mentrestant, la Marinette està convençuda que l'Adrien la busca. Pensant-se que persegueix el noi que estima, descobrirà un secret que no s'hauria pogut imaginar mai. |                      |                                                                                                 |                                                                |                                                              |                         |                            |
| 130 | 26                   | «Configuració (L'últim dia - 1a part)» «Conformation (Le Dernier Jour - Partie 1)»              | Thomas Astruc Wilfried Pain Jun Violet Cyril Adam Nicolas Hess | Thomas Astruc Mélanie Duval Fred Lenoir Sébastien Thibaudeau | 1 de novembre de 2023   | 1 d'octubre de 2023        |
| El Monarca acaba de col·locar les últimes peces del seu pla maquiavèl·lic al seu escaquer del mal. No té res a perdre, perquè avui és el seu últim dia. El seu pla és més ambiciós que mai. Global, implacable, radical. Si no aconsegueix els prodigis de Ladybug i el Gat Noir, el món viurà sumit en el caos per sempre. La Marinette i l'Adrien ja han caigut víctimes d'aquest pla. Estan condemnats Ladybug i el Gat Noir? Aconseguirà el Monarca la victòria final? |                      |                                                                                                 |                                                                |                                                              |                         |                            |
| 131 | 27                   | «Re-creació (L'Últim dia - 2a part)» «Re-création (Le Dernier Jour - Partie 2)»                 | Thomas Astruc Wilfried Pain Jun Violet Cyril Adam Nicolas Hess | Thomas Astruc Mélanie Duval Fred Lenoir Sébastien Thibaudeau | 1 de novembre de 2023   | 1 d'octubre de 2023        |
| El pla definitiu del Monarca ja està en marxa i sembla que no hi ha res que el pugui aturar. Sobretot tenint en compte que, mentre el món està sumit en el caos, el supermalvat acaba de capturar Ladybug en persona. |                      |                                                                                                 |                                                                |                                                              |                         |                            |

### 6a temporada
| Núm. total | Núm. de la temporada | Títol               | Direcció                    | Guió                                                | Data d'estrena a França | Data d'estrena a Catalunya |
| --- | -------------------- | ------------------- | --------------------------- | --------------------------------------------------- | ----------------------- | -------------------------- |
| 132 | 1                    | «Dessinatriste»     | Thomas Astruc Wilfried Pain | Thomas Astruc Sébastien Thibaudeau Caroline Torelli | 23 de març de 2025      | Sense anunciar             |
| Mentre Marinette lluita contra el seu instint de control, la Ladybug i el seu equip s'enfronten a un dolent ple d'imaginació. |                      |                     |                             |                                                     |                         |                            |
| 133 | 2                    | «Sublimation»       | Thomas Astruc Wilfried Pain | Thomas Astruc Jean-Rémi Perrin Sébastien Thibaudeau | 23 de març de 2025      | Sense anunciar             |
| L'Adrien fa un nou amic amb qui Marinette també està decidida a fer-se amiga, però Marinette no té ni idea de com fer-se amiga d'algú que no necessita ajuda. |                      |                     |                             |                                                     |                         |                            |
| 134 | 3                    | «Papys Garous»      | Thomas Astruc Wilfried Pain | Thomas Astruc Sébastien Thibaudeau                  | 30 de març de 2025      | Sense anunciar             |
| Quan l'Adrien es posa nerviós per conèixer els seus avis, Marinette xoca dinar per donar-li suport, sense saber que una guerra familiar està a punt d'esclatar... |                      |                     |                             |                                                     |                         |                            |
| 135 | 4                    | «Daddycop»          | Thomas Astruc Wilfried Pain | Thomas Astruc Pierre Doublier Sébastien Thibaudeau  | 6 d'abril de 2025       | Sense anunciar             |
| Per celebrar el seu petó número 100 amb l'Adrien, Marinette planeja una nit romàntica, sense recordar que ja havia planejat una sessió de cinema amb els seus amics alhora! |                      |                     |                             |                                                     |                         |                            |
| 136 | 5                    | «Revelator»         | Thomas Astruc Wilfried Pain | Thomas Astruc Sébastien Thibaudeau Caroline Torelli | 13 d'abril de 2025      | Sense anunciar             |
| Marinette i Adrien, la parella més famosa de París, criden l'atenció d'una influencer sense escrúpols que farà qualsevol cosa per destacar... fins i tot destruir el seu amor. |                      |                     |                             |                                                     |                         |                            |
| 137 | 6                    | «Climatiqueen»      | Thomas Astruc Wilfried Pain | Thomas Astruc Sébastien Thibaudeau                  | 20 d'abril de 2025      | Sense anunciar             |
| Aurore intenta guanyar un concurs, però és akumatitzada novament, aquesta vegada en Climatiqueen, una vilana que controla el clima i renta el cervell de la gent amb raigs. Mentrestant, l’Adrien busca un nou propòsit després de la mort del seu pare, i la Marinette intenta ajudar-lo. |                      |                     |                             |                                                     |                         |                            |
| 138 | 7                    | «El Toro de Piedra» | Thomas Astruc Wilfried Pain | Thomas Astruc Sébastien Thibaudeau Caroline Torelli | 27 d'abril de 2025      | Sense anunciar             |
| L’Ivan se sent indecís sobre si vol ser un heroi quan el seu pare supervilà, el Toro de Pedra, intenta convèncer-lo de participar en el seu últim pla. Mentrestant, la Marinette troba una carta pòstuma del Gabriel per a l’Adrien.                                                       |                      |                     |                             |                                                     |                         |                            |
| 139 | 8                    | «La Redresseuse»    | Thomas Astruc Wilfried Pain | Sense determinar                                    | 4 de maig de 2025       | Sense anunciar             |

## Especials
| Núm. | Títol | Direcció      | Guió                                                                          | Data d'estrena a França | Data d'estrena a Catalunya |
| --- | --- | ------------- | ----------------------------------------------------------------------------- | ----------------------- | -------------------------- |
| 1 | «El món prodigiós. Nova York, herois units» «Miraculous World: New York, les Héros Unis»                     | Thomas Astruc | Thomas Astruc Matthieu Choquet Mélanie Duval Fred Lenoir Sébastien Thibaudeau | 26 de setembre de 2020  | 30 de maig de 2021         |
| En aquest episodi especial de Ladybug i el Gat Noir, els nostres herois es desplacen a Nova York amb motiu d'una trobada de germanor entre alumnes francesos i americans, i allà hauran de col·laborar amb els superherois dels Estats Units per desfer, un cop més, els plans del malvat Esfinx, que segueix buscant prodigis perduts a tots els racons del món. | |               |                                                                               |                         |                            |
| 2 | «El món prodigiós. Xangai, la llegenda de Ladydragon» «Miraculous World: Shanghai, la Légende de Ladydragon» | Thomas Astruc | Thomas Astruc Matthieu Choquet Mélanie Duval Fred Lenoir Sébastien Thibaudeau | 4 d'abril de 2021       | 21 de novembre de 2021     |
| Per fi han arribat les vacances, i la Marinette està molt feliç per tots els plans que té amb els seus amics, fins que descobreix que l'Adrien ha hagut de marxar amb el seu pare a Xangai, a la Xina. Afortunadament, allà és on viu l'oncle Wang, i resulta que s'acosta el seu aniversari! Per retrobar-se amb les seves arrels i, de passada, amb l'Adrien, la Marinette decideix anar a Xangai per donar-li el regal a l'oncle Wang en persona. Però just després d'arribar, la Marinette perd les seves coses, entre les quals hi havia la Tikki i el prodigi que li permet transformar-se en Ladybug! Per trobar-les s'ajunta amb la Fei, sense ser conscient que en realitat és ella, qui li ha robat les coses. | |               |                                                                               |                         |                            |
| 3 | «Miraculous World: París, les Aventures de Toxinelle et Griffe Noire»                                        | Thomas Astruc | Thomas Astruc Mélanie Duval Fred Lenoir Sébastien Thibaudeau                  | 21 d'octubre de 2023    | Sense anunciar             |
| Portadors de prodigis d'un altre món apareixen a París. Procedeixen d'un univers paral·lel en què tot és al revés: els portadors dels prodigi de la marieta i el gat negre, Toxinelle i Griffe Noir, són supervillans, i el portador del prodigi de la papallona, Hesperia, és un superheroi. Ladybug i Gat Noir hauran d'ajudar Hesperia a enfrontar els atacs dels seus dobles malvats i impedir que s'apoderin del prodigi de la papallona. Podran els nostres herois ajudar també Hesperia a convertir Toxinelle i Griffe Noir en millors persones? | |               |                                                                               |                         |                            |
| 4 | «Miraculous World: Londres, la Course contre le Temps»                                                       | Thomas Astruc | Thomas Astruc Mélanie Duval Fred Lenoir Sébastien Thibaudeau                  | 5 d'octubre de 2024     | Sense anunciar             |
| Al Cau, Bunnyx veu desaparèixer una a una les finestres del temps... El futur s'esvaeix. Què passa? Al mateix temps, la Marinette es desperta a casa i descobreix que algú acaba de demanar un desig a París gràcies als prodigis del Gat i la Marieta, ràpidament, s'ha de transformar, però... S'adona que ja no té les seves arracades! Ha de salvar el futur esbrinant qui va descobrir que la Marinette era en realitat Ladybug, quan i com se les va arreglar aquesta persona per robar el seu prodigi. La Marinette s'adona que el prodigi de la papallona que tenia el Monarca ara té un nou amo, cosa que deixa com a única esperança una sola persona: Ladybug.                                                | |               |                                                                               |                         |                            |

## Prodigiosa: els secrets
| 1a temporada |    |                                                                  |               |                      |                        |                        |
| 1 | 1  | «El Gat Noir vist per la Marinette» «Chat Noir vu par Marinette» | Thomas Astruc | Desconegut           | 2 d'octubre de 2015    | 11 de novembre de 2021 |
| Al Gat Noir, l''alter ego' de l'Adrien, li agrada Ladybug, que no pot acceptar-lo perquè, com a Marinette, està enamorada de l'Adrien, el qual al seu torn no sap res de l'amor de la Marinette. Quin embolic, Mare de Déu Senyor! |    |                                                                  |               |                      |                        |                        |
| 2 | 2  | «La Marinette i l'Adrien» «Marinette et Adrien»                  | Thomas Astruc | Desconegut           | 7 d'octubre de 2015    | 15 de novembre de 2021 |
| La Marinette vol convidar l'Adrien a anar al cine, però quan li truca per demanar-l'hi s'entrebanca i no li surten les paraules. |    |                                                                  |               |                      |                        |                        |
| 3 | 3  | «La doble vida de la Marinette» «La double vie de Marinette»     | Thomas Astruc | Desconegut           | 9 d'octubre de 2015    | 15 de novembre de 2021 |
| La Marinette és l''alter ego' de la superheroïna Ladybug. Compaginar les dues personalitats se li fa difícil perquè sempre hi ha moments compromesos. |    |                                                                  |               |                      |                        |                        |
| 4 | 4  | «La festa d'aniversari» «La fête d'anniversaire»                 | Thomas Astruc | Desconegut           | 13 d'octubre de 2015   | 15 de novembre de 2021 |
| És l'aniversari de la Marinette i vol fer una festa i convidar-hi tots els seus amics. No té cap problema per fer-ho, excepte amb un, ell, l'Adrien. S'entrebanca de nou i ha de recórrer a en Nino. |    |                                                                  |               |                      |                        |                        |
| 5 | 5  | «La Marinette i l'Alya» «Marinette et Alya»                      | Thomas Astruc | Desconegut           | 16 d'octubre de 2015   | 15 de novembre de 2021 |
| La millor amiga de la Marinette és l'Alya, una noia que vol ser periodista i ha fet un blog dedicat a Ladybug que està sempre a l'última. |    |                                                                  |               |                      |                        |                        |
| 6 | 6  | «La Marinette i París» «Marinette et Paris»                      | Thomas Astruc | Desconegut           | 12 de novembre de 2015 | 15 de novembre de 2021 |
| La senyoreta Bustier, la mestra de la Marinette, demana a la classe que cadascú faci una llista dels monuments que li agraden més de París: per a ella seran el Louvre, el Trocadéro i la Torre Eiffel. |    |                                                                  |               |                      |                        |                        |
| 7 | 7  | «La Marinette i la moda» «Marinette et la mode»                  | Thomas Astruc | Desconegut           | 19 de novembre de 2015 | 15 de novembre de 2021 |
| La Marinette vol ser creadora de moda quan sigui gran, i el seu model és el modista Gabriel Agreste, que fins ha arribat a lloar alguna creació seva. Ella levita d'alegria. |    |                                                                  |               |                      |                        |                        |
| 8 | 8  | «El Ladyblog» «Ladyblog»                                         | Thomas Astruc | Desconegut           | 26 de novembre de 2015 | 15 de novembre de 2021 |
| L'Alya ens presenta el seu Ladyblog, dedicat a Ladybug, i ens explica el secret que la fa ser als llocs on apareix la Lady en els moments més inesperats. |    |                                                                  |               |                      |                        |                        |
| 9 | 9  | «La doble vida de l'Adrien» «La double vie d'Adrien»             | Thomas Astruc | Desconegut           | 18 de desembre de 2015 | 15 de novembre de 2021 |
| L'Adrien ens explica la seva doble vida d'alumne parisenc i superheroi salvador de la ciutat. Sense oblidar que és fill de Gabriel Agreste i model fotogràfic de les seves creacions. |    |                                                                  |               |                      |                        |                        |
| 10 | 10 | «La Ladybug vista per l'Adrien» «Ladybug vue par Adrien»         | Thomas Astruc | Desconegut           | 24 de desembre de 2015 | 15 de novembre de 2021 |
| L'Adrien ens explica que està enamorat de Ladybug, però no sap com transmetre-li els seus sentiments perquè ella té un caràcter tempestuós. |    |                                                                  |               |                      |                        |                        |
| 2a temporada |    |                                                                  |               |                      |                        |                        |
| 11 | 1  | «La Tikki» «Tikki»                                               | Thomas Astruc | Sébastien Thibaudeau | 2 de maig de 2018      | 30 de maig de 2021     |
| La Marinette ens parla del seu kwami, la Tikki. És la que la transforma en Ladybug quan ho necessita i l'hi demana. "Tikki, transforma'm", li diu. I immediatament apareix amb el vestit de Ladybug |    |                                                                  |               |                      |                        |                        |
| 12 | 2  | «El Mestre Fu, el guardià dels prodigis» «Maître Fu»             | Thomas Astruc | Sébastien Thibaudeau | 2 de maig de 2018      | 30 de maig de 2021     |
| La Tikki, el kwami de Ladybug, presenta el Mestre Fu a la Marinette. Ell és un vell representant de l'Orde dels Guardians i té l'edat de 186 anys i mig. I és xinès. |    |                                                                  |               |                      |                        |                        |
| 13 | 3  | «En Plagg» «Plagg»                                               | Thomas Astruc | Nolwenn Pierre       | 18 de maig de 2018     | 30 de maig de 2021     |
| Avui coneixem el kwami de l'Adrien, en Plagg, que el converteix en Gat Noir i menja camembert. És més aviat vagarro i s'estimaria més ser espectador que no pas actor. |    |                                                                  |               |                      |                        |                        |
| 14 | 4  | «Les amigues» «Les copines»                                      | Thomas Astruc | Nolwenn Pierre       | 18 de maig de 2018     | 30 de maig de 2021     |
| La Marinette ens presenta les seves amigues, que li han preparat un passeig romàntic amb l'Adrien. Ja coneixem l'Alya, i a més hi ha la valenta Alix, la comprensiva Mylène i la romàntica Rose. Ah, em descuidava la Juleka, la persona més tímida del món.                                                                                      |    |                                                                  |               |                      |                        |                        |
| 15 | 5  | «En Max» «Max»                                                   | Thomas Astruc | Nolwenn Pierre       | 28 de maig de 2018     | 15 de novembre de 2021 |
| Ha sortit l'últim videojoc Mecha Strike i la Marinette el vol provar amb en Max, el cervellet de la classe, un noi que parla amb percentatges i és una enciclopèdia vivent. |    |                                                                  |               |                      |                        |                        |
| 16 | 6  | «En Nino» «Nino»                                                 | Thomas Astruc | Nolwenn Pierre       | 4 de juny de 2018      | 15 de novembre de 2021 |
| És l'aniversari d'en Nino, el noi que surt amb l'Alya, i ella no sap què regalar-li. La Marinette s'esprem el cervell per ajudar-la i finalment pensa que el millor és fer-li una 'playlist' de cançons cantades per l'Alya i l'Adrien. |    |                                                                  |               |                      |                        |                        |
| 17 | 7  | «La Mylène» «Mylène»                                             | Thomas Astruc | Nolwenn Pierre       | 12 d'octubre de 2018   | 15 de novembre de 2021 |
| Avui la Marinette parla de la seva amiga Mylène, que sempre veu el millor de les persones però alhora és molt espantadissa. Un dia va confessar a la Marinette que de gran voldria ser política. |    |                                                                  |               |                      |                        |                        |
| 18 | 8  | «L'Alix» «Alix»                                                  | Thomas Astruc | Nolwenn Pierre       | 25 de gener de 2019    | 15 de novembre de 2021 |
| La senyoreta Bustier demana a la classe que cadascú faci un regal a un company, i a la nostra heroïna Marinette li ha tocat l'Alix. Què li regalarà? Pensa, pensa i pensa, i finalment decideix fer-li un braçal per guardar-hi el seu estimat rellotge.                                                                                          |    |                                                                  |               |                      |                        |                        |
| 19 | 9  | «La Sabrina» «Sabrina»                                           | Thomas Astruc | Sébastien Thibaudeau | 1 de febrer de 2019    | 15 de novembre de 2021 |
| El professor d'art de la Marinette ha organitzat un taller de teatre per parelles i a ella li ha tocat la Sabrine. És l'amiga de la Chloé, i li fa totes les feines. La Marinette pensa que en aquesta relació tan peculiar s'hi amaga un secret.                                                                                                 |    |                                                                  |               |                      |                        |                        |
| 20 | 10 | «La Rose» «Rose»                                                 | Thomas Astruc | Nolwenn Pierre       | 8 de febrer de 2019    | 15 de novembre de 2021 |
| Avui la Marinette ens explica que la romàntica Rose ha quedat amb el príncep Ali per anar a fer un gelat a la parada de l'André. Està tan emocionada pensant que l'Adrien l'hi podria convidar a ella! |    |                                                                  |               |                      |                        |                        |
| 21 | 11 | «En Gabriel» «Gabriel»                                           | Thomas Astruc | Sébastien Thibaudeau | 7 de març de 2019      | 15 de novembre de 2021 |
| Avui, en Gabriel, el pare de l'Adrien, és el protagonista de la història. Què li va passar a la seva dona, l'Émilie, que la va fer acabar en una urna de vidre? Què s'amaga en la Capsa dels Prodigis i en el Llibre d'Encanteris? |    |                                                                  |               |                      |                        |                        |
| 22 | 12 | «L'Ivan» «Ivan»                                                  | Thomas Astruc | Nolwenn Pierre       | 8 de març de 2019      | 15 de novembre de 2021 |
| La Marinette ens explica la història de l'Ivan, la parella de la Mylène i un fan del rocker Jagged Stone. Hi hauria la possibilitat que el cantant i guitarrista posés música als poemes de l'Ivan? |    |                                                                  |               |                      |                        |                        |
| 23 | 13 | «En Nathaniel i en Marc» «Nathaniel et Marc»                     | Thomas Astruc | Sébastien Thibaudeau | 8 de març de 2019      | 30 de maig de 2021     |
| Avui la Marinette explica al seu diari que sortirà en un còmic dibuixada per en Nath, però en la personalitat de Ladybug. Naturalment, ell no sap que són la mateixa persona, tot i que, akumatitzat per l'Esfinx, es va enamorar de la Marinette i, com a Nath, ho estava de Ladybug. Renoi, quin embolic!                                       |    |                                                                  |               |                      |                        |                        |
| 3a temporada |    |                                                                  |               |                      |                        |                        |
| 24 | 1  | «La Chloé vista per la Marinette» «Chloé vue par Marinette»      | Thomas Astruc | Nolwenn Pierre       | 8 de març de 2019      | 15 de novembre de 2021 |
| La Marinette diu que l'única cosa que tenen en comú ella i la Chloé és que els agrada l'Adrien. Pot ser veritat que la Marinette pensi que l'Adrien pot ser una bona influència per a la Chloé? |    |                                                                  |               |                      |                        |                        |
| 25 | 2  | «La Marinette vista per la Chloé» «Marinette vue par Chloé»      | Thomas Astruc | Nolwenn Pierre       | 8 de març de 2019      | 15 de novembre de 2021 |
| La Chloé diu que no li agrada la Marinette, que fa sermons morals i va mal vestida. Això ho comenta a la Sabrine, la seva amiga, que ja sabem que li fa totes les feines. |    |                                                                  |               |                      |                        |                        |
| 26 | 3  | «La Lila» «Lila»                                                 | Thomas Astruc | Nolwenn Pierre       | 8 d'abril de 2019      | 15 de novembre de 2021 |
| Torna a l'escola de la Marinette una noia nova que havia explicat moltes "pel·lícules" de la seva vida: la Lila. Segons ella, coneixia Ladybug, per això la Marinette es va veure obligada a desemmascarar-la davant de tothom. |    |                                                                  |               |                      |                        |                        |
| 27 | 4  | «L'Esfinx i els Akumatitzats» «Papillon et les Akumatisés»       | Thomas Astruc | Sébastien Thibaudeau | 12 de desembre de 2019 | 30 de maig de 2021     |
| Quan algú sent una emoció negativa, l'Esfinx l'akumatitza i el converteix en un supermalvat. La Marinette pensa que, fent el contrari com a Ladybug, contraresta l'acció malèfica; així, aprofita les emocions positives de la gent per transformar-los en superherois.                                                                           |    |                                                                  |               |                      |                        |                        |
| 28 | 5  | «La família» «La Famille»                                        | Thomas Astruc | Nolwenn Pierre       | 12 de desembre de 2019 | 30 de maig de 2021     |
| A classe de Ciències, la senyora Mendeleiev explica per què s'assemblen els pares i els fills. Llavors, la Marinette pensa si s'assembla més a son pare o a sa mare, i decideix que, com a Ladybug, més a la mare -dolça però amb empenta- i, com a Marinette, més a son pare -el forner romàntic.                                                |    |                                                                  |               |                      |                        |                        |
| 29 | 6  | «La Kagami vista per la Marinette» «Kagami vue par Marinette»    | Thomas Astruc | Nolwenn Pierre       | 12 de desembre de 2019 | 15 de novembre de 2021 |
| La Marinette està amoïnada perquè la bella esgrimadora Kagami ha encisat l'Adrien, el seu enamorat secret. Amb tota la innocència, l'Adrien li demana què pot fer per acostar-se a la Kagami i, amb la mateixa bona fe, ella li diu que la convidi a patinar a la pista de gel. Pobra Marinette!                                                  |    |                                                                  |               |                      |                        |                        |
| 30 | 7  | «La Kagami vista per l'Adrien» «Kagami vue par Adrien»           | Thomas Astruc | Sébastien Thibaudeau | 12 de desembre de 2019 | 15 de novembre de 2021 |
| L'Adrien ens explica els seus sentiments envers la Kagami, i com la primera vegada que ella es va treure el casc d'esgrima els cabells se li van deixar anar harmoniosament pel cap i la cara. Confessa que va tenir una sensació que no havia tingut mai, i va quedar trasbalsat.                                                                |    |                                                                  |               |                      |                        |                        |
| 31 | 8  | «En Luka vist per la Marinette» «Luka vu par Marinette»          | Thomas Astruc | Sébastien Thibaudeau | 24 de desembre de 2019 | 15 de novembre de 2021 |
| En Luka, el guitarrista de Kitty Section, ha escrit una cançó preciosa especialment per a la Marinette. Quan li toca la dolça melodia, ella s'obre com un lotus a l'estiu. Però per a la Marinette només hi ha un amor: el bell Adrien Agreste, dels cabells rossos tornassolats.                                                                 |    |                                                                  |               |                      |                        |                        |
| 32 | 9  | «Els nous poders» «Nouveaux Pouvoirs»                            | Thomas Astruc | Sébastien Thibaudeau | 24 de desembre de 2019 | 30 de maig de 2021     |
| La Marinette detalla els nous poders que ha rebut, com a Ladybug, del Mestre Fu. Des del que li permet desplaçar-se sota l'aigua respirant normalment fins al que li dona un revestiment especial que la fa immune al fred. Però, per damunt de tot, li agrada el poder de fusió, amb què pot tenir les sensacions del Gat Noir, com a Lady Noir. |    |                                                                  |               |                      |                        |                        |
| 33 | 10 | «Els nous herois» «Nouveaux Héros»                               | Thomas Astruc | Sébastien Thibaudeau | 24 de desembre de 2019 | 30 de maig de 2021     |
| El Mestre Fu ha donat a Ladybug el poder de transformar els seus amics en nous herois, perquè l'ajudin en la seva tasca de salvar París dels malvats de l'Esfinx. L'Alya, en Nino, en Luka, l'Alix seran els seus nous companys com a Ladybug, igual que són amics com a Marinette.                                                               |    |                                                                  |               |                      |                        |                        |
| 34 | 11 | «La Nathalie vista per en Gabriel» «Nathalie vue par Gabriel»    | Thomas Astruc | Sébastien Thibaudeau | 26 de desembre de 2019 | 15 de novembre de 2021 |
| En Gabriel Agreste valora la seva secretària Nathalie tot parlant amb la seva esposa, dins de l'urna. Sense ella no se n'hauria sortit -diu-, tant pel que fa a l'Adrien com a la tasca de l'altra banda del mirall. La Nathalie no s'està de dir-li que ella sempre hi serà per a ell.                                                           |    |                                                                  |               |                      |                        |                        |
| 35 | 12 | «La Mayura i els Sentimonstres» «Mayura et les Sentimonstres»    | Thomas Astruc | Sébastien Thibaudeau | 26 de desembre de 2019 | 15 de novembre de 2021 |
| Ha aparegut un nou enemic a París: un Sentimonstre, que salva l'Esfinx just al moment en què l'anaven a vèncer. Els Sentimonstres són éssers vivents creats amb els sentiments de les persones, i encara són més temibles que els akumatitzats.                                                                                                   |    |                                                                  |               |                      |                        |                        |
| 36 | 13 | «Els sentiments» «Sentiments»                                    | Thomas Astruc | Sébastien Thibaudeau | 13 de gener de 2020    | 23 d'abril de 2021     |
| Estan enamorats la Marinette i l'Adrien? |    |                                                                  |               |                      |                        |                        |

| Altres |                                            |                    |                    |
| 1 | «Missatge Covid-19» «Les gestes barrières» | 18 de maig de 2020 | 30 de maig de 2021 |
| El Mestre Fu anuncia a Ladybug i al Gat Noir que ha aparegut un nou supermalvat tan petit que es fica pertot arreu: és el virus de la covid. El Mestre els ensenya una tècnica ancestral per combatre'l: rentar-se les mans sovint, unes quantes vegades al dia. I també tossir i esternudar a la part de dins del colze. |                                            |                    |                    |

## Prodigiosa: Chibi
| Núm. | Títol                                          | Direcció   | Storyboard           | Data d'estrena a França | Data d'estrena a Catalunya |
| --- | ---------------------------------------------- | ---------- | -------------------- | ----------------------- | -------------------------- |
| 1 | «Un sopar d'alt nivell» «Un dîner de haut vol» | Jeremy Zag | Jean-Louis Vandestoc | 31 d'agost de 2018      | 5 de juny de 2021          |
| El Gat Noir troba Ladybug sola a les teulades de París i decideix preparar-li un sopar romàntic que serà, com a mínim, inoblidable! Bon profit!                                                                                                |                                                |            |                      |                         |                            |
| 2 | «Un perfum irresistible» «Parfum corsé»        | Jeremy Zag | Valentin Lucas       | 31 d'agost de 2018      | 26 de juny de 2021         |
| El Gat Noir intenta seduir Ladybug amb un nou perfum irresistible. De seguida es guanya molts cors, però no el que esperava! |                                                |            |                      |                         |                            |
| 3 | «La persecució» «Chat perché»                  | Jeremy Zag | Valentin Lucas       | 31 d'agost de 2018      | 3 de juliol de 2021        |
| El Gat Noir vol convidar Ladybug al cinema, però, si vol que la superheroïna hi vagi amb ell, primer haurà de recuperar les entrades, que se li han escapat de les mans i volen pel cel de París.                                              |                                                |            |                      |                         |                            |
| 4 | «Apreciat desconegut» «Cher inconnu»           | Jeremy Zag | Amanda Sun           | 31 d'agost de 2018      | 10 de juliol de 2021       |
| El Gat Noir descobreix que Ladybug ha escrit una carta d'amor per al seu estimat. Intenta agafar-la per esbrinar la identitat del misteriós desconegut, però aviat (i a les males) aprèn que a vegades és millor no ficar-te on no et demanen. |                                                |            |                      |                         |                            |
| 5 | «Baralla de gats» «Chat-mailleries»            | Jeremy Zag | Valentin Lucas       | 7 de setembre de 2018   | 17 de juliol de 2021       |
| El Gat Noir vol regalar un gatet a Ladybug amb l'esperança de guanyar-se el cor de la superheroïna, però el gat que ha triat no està disposat a col·laborar.                                                                                   |                                                |            |                      |                         |                            |
| 6 | «Flor fatal» «Fleur fatale»                    | Jeremy Zag | Valentin Lucas       | 7 de setembre de 2018   | 24 de juliol de 2021       |
| Decidida a fer un regal a l'Adrien, Ladybug planta una flor especial per a ell, però no s'adona que, de fet, la planta és carnívora, i que té gana! Gat Noir al rescat!                                                                        |                                                |            |                      |                         |                            |
| 7 | «Terribug» «Ladybouh»                          | Jeremy Zag | Valentin Lucas       | 26 d'octubre de 2018    | 31 de juliol de 2021       |
| És Halloween a París i el Gat Noir està decidit a espantar Ladybug, però Ladybug encara no ha dit l'última paraula! |                                                |            |                      |                         |                            |

## Llista de referències
1. 1 2  CCMA. «Aquesta tardor, segueix el curs de les estrelles... al Super3!», 06-09-2016. [Consulta: 27 novembre 2021].
2. ↑  «Miraculous va enchanter» (en francès). Arxivat de l'original el 2022-01-25. [Consulta: 27 novembre 2021].
3. ↑  «Instagram». [Consulta: 12 abril 2025].
4. ↑  «Miraculous News World on Twitter» (en anglès). [Consulta: 5 octubre 2022].
5. ↑  «Miraculous News World on X» (en anglès). [Consulta: 15 març 2025].
6. ↑  «Programació especial de Nadal al canal Super3». [Consulta: 24 desembre 2017].
7. ↑  CCMA «Nous capítols de "Prodigiosa: Les aventures de Ladybug i Gat Noir", al canal Super3». CCMA.
8. 1 2 3 4 5  «Nous capítols de "Prodigiosa: Les aventures de Ladybug i Gat Noir", al canal Super3». [Consulta: 18 novembre 2022].
9. 1 2  «#Annonces @TF1 #TFOU @BeMiraculousLB, les Aventures de Ladybug et Chat Noir Saison 5 - suite des inédits Episode spécial "Le Choix des Kwamis" A partir du dimanche 2 avril à 8h45» (en francès). [Consulta: 14 març 2023].
10. ↑   «El món prodigiós: Nova York, herois units». ésAdir [Consulta: 18 novembre 2022].
11. ↑   «El canal Super3 estrena la pel·lícula "El món prodigiós. Xangai, la llegenda de Ladydragon", protagonitzada per la Ladybug i el Gat Noir». CCMA [Consulta: 18 novembre 2022].